# Liste des monuments historiques de Thourout
Cette page regroupe l'ensemble des monuments classés de la ville belge de Thourout.
| Objet | Statut du classement? | Année de construction/architecte | Section communale | Adresse                      | Coordonnées                      | Numéro d'inventaire | Illustration                                |
| --- | --------------------- | -------------------------------- | ----------------- | ---------------------------- | -------------------------------- | ------------------- | ------------------------------------------- |
| (nl) Kunstwerk zogenaamd Nest                                                                                |                       |                                  | Torhout           | Aartrijkestraat              | 51° 04′ 06″ nord, 3° 06′ 04″ est | 87229               | Téléverser                                  |
| (nl) Radio Televisie Telefoon-gebouw uit de jaren 1950                                                       |                       |                                  | Torhout           | Aartrijkestraat 4            | 51° 04′ 02″ nord, 3° 06′ 04″ est | 87230               | Téléverser                                  |
| (nl) Kunstwerk bij het Cultureel Centrum De Brouckere, zogenaamd Naar de sterren starend                     |                       |                                  | Torhout           | Aartrijkestraat              | 51° 04′ 04″ nord, 3° 06′ 00″ est | 87231               | Téléverser                                  |
| (nl) Brandweerkazerne van 1972                                                                               |                       |                                  | Torhout           | Aartrijkestraat 13           | 51° 04′ 13″ nord, 3° 06′ 04″ est | 87232               | Téléverser                                  |
| (nl) Villa van 1938                                                                                          |                       |                                  | Torhout           | Aartrijkestraat 24           | 51° 04′ 07″ nord, 3° 06′ 00″ est | 87233               | Téléverser                                  |
| (nl) Villa                                                                                                   |                       |                                  | Torhout           | Aartrijkestraat 30           | 51° 04′ 10″ nord, 3° 05′ 59″ est | 87234               | Téléverser                                  |
| (nl) Villa                                                                                                   |                       |                                  | Torhout           | Aartrijkestraat 32           | 51° 04′ 10″ nord, 3° 05′ 59″ est | 87235               | Téléverser                                  |
| (nl) Arbeiderswoning                                                                                         |                       |                                  | Torhout           | Aartrijkestraat 53           | 51° 04′ 20″ nord, 3° 06′ 02″ est | 87236               | Téléverser                                  |
| (nl) Burgerhuis                                                                                              |                       |                                  | Torhout           | Aartrijkestraat 73           | 51° 04′ 26″ nord, 3° 05′ 59″ est | 87237               | Téléverser                                  |
| (nl) Ingebouwde Onze-Lieve-Vrouwkapel tussen twee huizen                                                     |                       |                                  | Torhout           | Aartrijkestraat              | 51° 04′ 25″ nord, 3° 05′ 57″ est | 87238               | Téléverser                                  |
| (nl) Eengezinswoning in bungalowstijl van 1965                                                               |                       |                                  | Torhout           | Aartrijkestraat 107          | 51° 04′ 36″ nord, 3° 05′ 56″ est | 87239               | Téléverser                                  |
| (nl) Zogenaamde Warandekapel op hellend terrein met plantsoen                                                |                       |                                  | Torhout           | Aartrijkestraat 121          | 51° 04′ 41″ nord, 3° 05′ 54″ est | 87240               | Téléverser                                  |
| (nl) Hoekpand, mogelijk voormalige herberg                                                                   |                       |                                  | Torhout           | Steenveldstraat 2            | 51° 05′ 08″ nord, 3° 05′ 53″ est | 87241               | Téléverser                                  |
| (nl) Hoekpand van 1913 met aanpalende nutsgebouwen                                                           |                       |                                  | Torhout           | Alberic Deleustraat 15       | 51° 05′ 33″ nord, 3° 03′ 57″ est | 87242               | Téléverser                                  |
| (nl) Halfvrijstaand handelspand                                                                              |                       |                                  | Torhout           | Alberic Deleustraat 22       | 51° 05′ 30″ nord, 3° 03′ 58″ est | 87243               | Téléverser                                  |
| (nl) Halfvrijstaand burgerhuis                                                                               |                       |                                  | Torhout           | Alberic Deleustraat 28       | 51° 05′ 30″ nord, 3° 04′ 00″ est | 87244               | Téléverser                                  |
| (nl) Vrijstaand burgerhuis                                                                                   |                       |                                  | Torhout           | Alberic Deleustraat 30       | 51° 05′ 29″ nord, 3° 04′ 00″ est | 87245               | Téléverser                                  |
| (nl) Oude begraafplaats van het gehucht Wijnendale                                                           |                       |                                  | Torhout           | Baarsstraat                  | 51° 05′ 29″ nord, 3° 04′ 15″ est | 87246               | Téléverser                                  |
| (nl) Zogenaamde kapel van BAKVOORDE                                                                          |                       |                                  | Torhout           | Bakvoordestraat              | 51° 02′ 15″ nord, 3° 05′ 31″ est | 87247               | Téléverser                                  |
| (nl) Roodbakstenen boogbrug over de Bakvoordebeek                                                            |                       |                                  | Torhout           | Bakvoordestraat              | 51° 02′ 16″ nord, 3° 05′ 32″ est | 87248               | Téléverser                                  |
| (nl) Ten oosten van de weg gelegen hoeve met losse bestanddelen                                              |                       |                                  | Torhout           | Bakvoordestraat 24           | 51° 02′ 30″ nord, 3° 05′ 35″ est | 87249               | Téléverser                                  |
| (nl) Herenhuis                                                                                               |                       |                                  | Torhout           | Bassinstraat 3               | 51° 03′ 47″ nord, 3° 06′ 17″ est | 87250               | Téléverser                                  |
| (nl) Herenhuis                                                                                               |                       |                                  | Torhout           | Bassinstraat 12              | 51° 03′ 48″ nord, 3° 06′ 17″ est | 87251               | Téléverser                                  |
| (nl) Herenhuis                                                                                               |                       |                                  | Torhout           | Bassinstraat 14              | 51° 03′ 48″ nord, 3° 06′ 17″ est | 87251               | Téléverser                                  |
| (nl) Heilig Hartbeeld van 1926                                                                               |                       |                                  | Torhout           | Beerstraat                   | 51° 03′ 57″ nord, 3° 06′ 08″ est | 87252               | Téléverser                                  |
| (nl) Huis |                       |                                  | Torhout           | Beerstraat 5                 | 51° 03′ 57″ nord, 3° 06′ 07″ est | 87258               | Téléverser                                  |
| (nl) Hoekpand                                                                                                |                       |                                  | Torhout           | Beerstraat 11                | 51° 03′ 56″ nord, 3° 06′ 09″ est | 87259               | Téléverser                                  |
| (nl) Voormalige 19de-eeuwse poortdoorgang uitgevend op groot binnendomein van Burg nr. 25                    |                       |                                  | Torhout           | Beerstraat                   | 51° 03′ 58″ nord, 3° 06′ 08″ est | 87260               | Téléverser                                  |
| (nl) Laag 19de-eeuws arbeidershuisje                                                                         |                       |                                  | Torhout           | Beerstraat 28                | 51° 03′ 56″ nord, 3° 06′ 10″ est | 87261               | Téléverser                                  |
| (nl) Handelspand van 1923                                                                                    |                       |                                  | Torhout           | Boeiaardstraat 2             | 51° 03′ 52″ nord, 3° 06′ 15″ est | 87262               | Téléverser                                  |
| (nl) Herenhuis en handelspand                                                                                |                       |                                  | Torhout           | Boeiaardstraat 4             | 51° 03′ 52″ nord, 3° 06′ 15″ est | 87263               | Téléverser                                  |
| (nl) Burger- en handelspand                                                                                  |                       |                                  | Torhout           | Boeiaardstraat 8             | 51° 03′ 52″ nord, 3° 06′ 16″ est | 87264               | Téléverser                                  |
| (nl) Eenvoudig burgerhuis                                                                                    |                       |                                  | Torhout           | Boeiaardstraat 12            | 51° 03′ 51″ nord, 3° 06′ 16″ est | 87265               | Téléverser                                  |
| (nl) Klein burgerhuis van 1927                                                                               |                       |                                  | Torhout           | Boeiaardstraat 14            | 51° 03′ 51″ nord, 3° 06′ 16″ est | 87266               | Téléverser                                  |
| (nl) Samenstel van winkelpanden in spiegelbeeldschema                                                        |                       |                                  | Torhout           | Boeiaardstraat 18            | 51° 03′ 51″ nord, 3° 06′ 16″ est | 87267               | Téléverser                                  |
| (nl) Samenstel van winkelpanden in spiegelbeeldschema                                                        |                       |                                  | Torhout           | Boeiaardstraat 20            | 51° 03′ 51″ nord, 3° 06′ 16″ est | 87267               | Téléverser                                  |
| (nl) Burgerhuis van 1922                                                                                     |                       |                                  | Torhout           | Boeiaardstraat 19            | 51° 03′ 50″ nord, 3° 06′ 15″ est | 87268               | Téléverser                                  |
| (nl) Herenhuis van 1911                                                                                      |                       |                                  | Torhout           | Boeiaardstraat 25            | 51° 03′ 49″ nord, 3° 06′ 14″ est | 87269               | Téléverser                                  |
| (nl) Samenstel van kleine arbeidershuizen                                                                    |                       |                                  | Torhout           | Boeiaardstraat 26            | 51° 03′ 50″ nord, 3° 06′ 17″ est | 87270               | Téléverser                                  |
| (nl) Samenstel van kleine arbeidershuizen                                                                    |                       |                                  | Torhout           | Boeiaardstraat 28            | 51° 03′ 50″ nord, 3° 06′ 17″ est | 87270               | Téléverser                                  |
| (nl) Samenstel van handelspanden                                                                             |                       |                                  | Torhout           | Boeiaardstraat 27            | 51° 03′ 49″ nord, 3° 06′ 15″ est | 87271               | Téléverser                                  |
| (nl) Samenstel van handelspanden                                                                             |                       |                                  | Torhout           | Boeiaardstraat 29            | 51° 03′ 49″ nord, 3° 06′ 15″ est | 87271               | Téléverser                                  |
| (nl) Herenhuis                                                                                               |                       |                                  | Torhout           | Boeiaardstraat 35            | 51° 03′ 49″ nord, 3° 06′ 16″ est | 87272               | Téléverser                                  |
| (nl) Herenhuis met achterliggende nutsgebouwen van de metaalnijverheid van de familie Nolf                   |                       |                                  | Torhout           | Boeiaardstraat 36            |                                  | 87273               | Téléverser                                  |
| (nl) Samenstel van panden                                                                                    |                       |                                  | Torhout           | Boeiaardstraat 40            | 51° 03′ 49″ nord, 3° 06′ 18″ est | 87274               | Téléverser                                  |
| (nl) Samenstel van panden                                                                                    |                       |                                  | Torhout           | Boeiaardstraat 42            | 51° 03′ 49″ nord, 3° 06′ 18″ est | 87274               | Téléverser                                  |
| (nl) Vrijstaand, in voortuintje met haag gelegen boerenarbeidershuis                                         |                       |                                  | Torhout           | Bollestraat 8                | 51° 03′ 30″ nord, 3° 06′ 32″ est | 87275               | Téléverser                                  |
| (nl) Kleine hoeve of boerenburgerhuis                                                                        |                       |                                  | Torhout           | Bollestraat 10               | 51° 03′ 28″ nord, 3° 06′ 34″ est | 87276               | Téléverser                                  |
| (nl) Vrijstaand huis, gelegen in tuin                                                                        |                       |                                  | Torhout           | Bollestraat 23               | 51° 03′ 26″ nord, 3° 06′ 31″ est | 87277               | Téléverser                                  |
| (nl) Kasteeltje gelegen in park en bos                                                                       |                       |                                  | Torhout           | Bollestraat 25               | 51° 03′ 24″ nord, 3° 06′ 31″ est | 87278               | Téléverser                                  |
| (nl) Samenstel van arbeidershuizen                                                                           |                       |                                  | Torhout           | Bollestraat 51               | 51° 03′ 19″ nord, 3° 06′ 39″ est | 87279               | Téléverser                                  |
| (nl) Samenstel van arbeidershuizen                                                                           |                       |                                  | Torhout           | Bollestraat 53               | 51° 03′ 19″ nord, 3° 06′ 39″ est | 87279               | Téléverser                                  |
| (nl) Kapelletje van 1924, links aansluitend bij hoekwinkelpand                                               |                       |                                  | Torhout           | Bollestraat                  | 51° 03′ 17″ nord, 3° 06′ 42″ est | 87280               | Téléverser                                  |
| (nl) (Deels) vrijstaand burgerhuis                                                                           |                       |                                  | Torhout           | Bollestraat 68               | 51° 03′ 11″ nord, 3° 06′ 50″ est | 87281               | Téléverser                                  |
| (nl) Hoeve met losstaande bestanddelen                                                                       |                       |                                  | Torhout           | Bollestraat 92               | 51° 03′ 00″ nord, 3° 06′ 59″ est | 87282               | Téléverser                                  |
| (nl) Onze-Lieve-Vrouwkapel bij zijtoegang van hoeve                                                          |                       |                                  | Torhout           | Bollestraat 125              | 51° 02′ 57″ nord, 3° 06′ 55″ est | 87283               | Téléverser                                  |
| (nl) Diocesaan centrum zogenaamd Virgo Fidelis                                                               | Oui                   |                                  | Torhout           | Bosdreef 3                   | 51° 04′ 08″ nord, 3° 08′ 17″ est | 87284               | Téléverser                                  |
| (nl) Diocesaan centrum zogenaamd Virgo Fidelis                                                               | Oui                   |                                  | Torhout           | Bosdreef 5                   | 51° 04′ 08″ nord, 3° 08′ 17″ est | 87284               | Téléverser                                  |
| (nl) Hoeve zogenaamd GROENHOEVE                                                                              |                       |                                  | Torhout           | Bosdreef 8                   | 51° 04′ 13″ nord, 3° 08′ 05″ est | 87285               | Téléverser                                  |
| (nl) Kleine Mariakapel aan een veldweg naar de Smissestraat                                                  |                       |                                  | Torhout           | Breestraat                   | 51° 05′ 07″ nord, 3° 03′ 58″ est | 87286               | Téléverser                                  |
| (nl) Eengezinswoning                                                                                         |                       |                                  | Torhout           | Breestraat 7                 | 51° 05′ 06″ nord, 3° 03′ 54″ est | 87287               | Téléverser                                  |
| (nl) Tuinmuren horend bij de burgerhuizen in de Breidelstraat                                                |                       |                                  | Torhout           | Breidelstraat                | 51° 03′ 55″ nord, 3° 06′ 06″ est | 87288               | Téléverser                                  |
| (nl) Burgerhuis                                                                                              |                       |                                  | Torhout           | Breidelstraat 4              | 51° 03′ 55″ nord, 3° 06′ 07″ est | 87289               | Téléverser                                  |
| (nl) Neoclassicistisch burgerhuis                                                                            |                       |                                  | Torhout           | Breidelstraat 6              | 51° 03′ 55″ nord, 3° 06′ 07″ est | 87290               | Téléverser                                  |
| (nl) Eclectisch burgerhuis                                                                                   |                       |                                  | Torhout           | Breidelstraat 9              | 51° 03′ 54″ nord, 3° 06′ 09″ est | 87291               | Téléverser                                  |
| (nl) Arbeidershuis                                                                                           |                       |                                  | Torhout           | Brildam 2                    | 51° 04′ 01″ nord, 3° 06′ 24″ est | 87292               | Téléverser                                  |
| (nl) Op hoek gelegen arbeidershuis zogenaamd MIJN WENSCH                                                     |                       |                                  | Torhout           | Brildam 9                    | 51° 04′ 00″ nord, 3° 06′ 28″ est | 87293               | Téléverser                                  |
| (nl) Half vrijstaand burgerhuis                                                                              |                       |                                  | Torhout           | Bruggestraat 11              | 51° 04′ 04″ nord, 3° 06′ 11″ est | 87294               | Téléverser                                  |
| (nl) Voormalig hospitaal Ten Walle                                                                           | Oui                   |                                  | Torhout           | Bruggestraat 14              | 51° 04′ 07″ nord, 3° 06′ 11″ est | 87295               | (nl) Voormalig hospitaal Ten Walle          |
| (nl) Burgerhuis                                                                                              |                       |                                  | Torhout           | Bruggestraat 17              | 51° 04′ 05″ nord, 3° 06′ 12″ est | 87296               | Téléverser                                  |
| (nl) Oude begraafplaats                                                                                      |                       |                                  | Torhout           | Bruggestraat                 | 51° 04′ 11″ nord, 3° 06′ 22″ est | 87297               | Téléverser                                  |
| (nl) Gedenkteken voor de militaire slachtoffers van de Tweede Wereldoorlog                                   |                       |                                  | Torhout           | Bruggestraat                 | 51° 04′ 11″ nord, 3° 06′ 18″ est | 87298               | Téléverser                                  |
| (nl) Sint-Jozefscollege, deel van scholengroep Sint-Rembert                                                  |                       |                                  | Torhout           | Bruggestraat 23              | 51° 04′ 05″ nord, 3° 06′ 18″ est | 87299               | Téléverser                                  |
| (nl) Burgerhuis met aansluitend atelier                                                                      |                       |                                  | Torhout           | Bruggestraat 30              | 51° 04′ 14″ nord, 3° 06′ 19″ est | 87300               | Téléverser                                  |
| (nl) Burgerwoning                                                                                            |                       |                                  | Torhout           | Bruggestraat 62              | 51° 04′ 20″ nord, 3° 06′ 24″ est | 87301               | Téléverser                                  |
| (nl) Vrijstaand burgerhuis                                                                                   |                       |                                  | Torhout           | Bruggestraat 91              | 51° 04′ 29″ nord, 3° 06′ 37″ est | 87302               | Téléverser                                  |
| (nl) Beeld Kracht en Beweging                                                                                |                       |                                  | Torhout           | Bruggestraat                 | 51° 04′ 35″ nord, 3° 06′ 39″ est | 87303               | Téléverser                                  |
| (nl) Burgerhuis                                                                                              |                       |                                  | Torhout           | Bruggestraat 150             | 51° 04′ 50″ nord, 3° 06′ 50″ est | 87304               | Téléverser                                  |
| (nl) Boerenarbeidershuis                                                                                     |                       |                                  | Torhout           | Bruggestraat 161             | 51° 04′ 47″ nord, 3° 06′ 52″ est | 87305               | Téléverser                                  |
| (nl) Watertoren van 1967 in het gehucht Berg-op-Zoom                                                         |                       |                                  | Torhout           | Bruggestraat                 | 51° 04′ 50″ nord, 3° 06′ 55″ est | 87306               | Téléverser                                  |
| (nl) Burgerhuis                                                                                              |                       |                                  | Torhout           | Bruggestraat 166             | 51° 04′ 56″ nord, 3° 06′ 57″ est | 87307               | Téléverser                                  |
| (nl) In tuin gelegen villa                                                                                   |                       |                                  | Torhout           | Bruggestraat 178             | 51° 05′ 05″ nord, 3° 07′ 03″ est | 87308               | Téléverser                                  |
| (nl) Tuinmuren horend bij de burgerhuizen in de Burg                                                         |                       |                                  | Torhout           | Burg                         | 51° 03′ 57″ nord, 3° 06′ 05″ est | 87309               | Téléverser                                  |
| (nl) Beeldengroep De Burgers                                                                                 |                       |                                  | Torhout           | Burg                         | 51° 04′ 02″ nord, 3° 06′ 06″ est | 87310               | Téléverser                                  |
| (nl) Interbellumwoning                                                                                       |                       |                                  | Torhout           | Burg 2                       | 51° 03′ 58″ nord, 3° 06′ 03″ est | 87311               | Téléverser                                  |
| (nl) Handelspand                                                                                             |                       |                                  | Torhout           | Burg 9                       | 51° 03′ 57″ nord, 3° 06′ 05″ est | 87312               | Téléverser                                  |
| (nl) Onderdeel van voormalige brouwerij de Zwarte Leeuw, gelegen achter appartementsgebouwen                 |                       |                                  | Torhout           | Burg 18                      | 51° 04′ 00″ nord, 3° 06′ 04″ est | 87313               | Téléverser                                  |
| (nl) Samenstel van burgerhuizen                                                                              |                       |                                  | Torhout           | Burg 25                      | 51° 03′ 59″ nord, 3° 06′ 07″ est | 87314               | Téléverser                                  |
| (nl) Samenstel van burgerhuizen                                                                              |                       |                                  | Torhout           | Burg 27                      | 51° 03′ 59″ nord, 3° 06′ 07″ est | 87314               | Téléverser                                  |
| (nl) Samenstel van burgerhuizen                                                                              |                       |                                  | Torhout           | Burg 29                      | 51° 03′ 59″ nord, 3° 06′ 07″ est | 87314               | Téléverser                                  |
| (nl) Aan straat gelegen kleine hoeve zogenaamd HET ZANDTAPIJT                                                |                       |                                  | Torhout           | Camiel Meysmanstraat 30      | 51° 05′ 36″ nord, 3° 04′ 06″ est | 87315               | Téléverser                                  |
| (nl) Oorlogsgedenkteken voor de militaire slachtoffers van de Eerste Wereldoorlog                            | Oui                   |                                  | Torhout           | Conscienceplein              | 51° 03′ 53″ nord, 3° 06′ 12″ est | 87316               | Téléverser                                  |
| (nl) Voormalig Vredegerecht en gevangenis, nu politiekantoor                                                 |                       |                                  | Torhout           | Conscienceplein 1            | 51° 03′ 53″ nord, 3° 06′ 12″ est | 87317               | Téléverser                                  |
| (nl) Burgerhuis                                                                                              |                       |                                  | Torhout           | Conscienceplein 2            | 51° 03′ 52″ nord, 3° 06′ 12″ est | 87318               | Téléverser                                  |
| (nl) Burgerhuis                                                                                              |                       |                                  | Torhout           | Conscienceplein 3            | 51° 03′ 52″ nord, 3° 06′ 12″ est | 87318               | Téléverser                                  |
| (nl) Burgerhuis                                                                                              |                       |                                  | Torhout           | Conscienceplein 4            | 51° 03′ 52″ nord, 3° 06′ 13″ est | 87319               | Téléverser                                  |
| (nl) Samenspel van twee panden in spiegelbeeldschema                                                         |                       |                                  | Torhout           | Conscienceplein 5            | 51° 03′ 52″ nord, 3° 06′ 13″ est | 87320               | Téléverser                                  |
| (nl) Winkel zogenaamd MOSTAARD WOSTYN                                                                        |                       |                                  | Torhout           | Conscienceplein 7            | 51° 03′ 52″ nord, 3° 06′ 14″ est | 87321               | Téléverser                                  |
| (nl) Boomkapelletje in lindeboom                                                                             |                       |                                  | Torhout           | Consciencestraat             | 51° 05′ 13″ nord, 3° 04′ 25″ est | 87322               | Téléverser                                  |
| (nl) Achterin gelegen boerenarbeidershuis met nutsgebouwen                                                   |                       |                                  | Torhout           | Consciencestraat 10          | 51° 05′ 17″ nord, 3° 04′ 21″ est | 87323               | Téléverser                                  |
| (nl) Boerenarbeidershuis                                                                                     |                       |                                  | Torhout           | Consciencestraat 22          | 51° 05′ 20″ nord, 3° 04′ 19″ est | 87324               | Téléverser                                  |
| (nl) Eengezinswoning                                                                                         |                       |                                  | Torhout           | Diederik van den Elzaslaan 6 | 51° 04′ 36″ nord, 3° 05′ 44″ est | 87325               | Téléverser                                  |
| (nl) Kerk Sint-Jan-Bosco                                                                                     |                       |                                  | Torhout           | Don Boscoplein               | 51° 04′ 02″ nord, 3° 05′ 02″ est | 87326               | (nl) Kerk Sint-Jan-Bosco                    |
| (nl) Boerenarbeidershuisje van 1875                                                                          |                       |                                  | Torhout           | Driekoningenstraat 76        | 51° 05′ 07″ nord, 3° 06′ 36″ est | 87327               | Téléverser                                  |
| (nl) Achterin gelegen hoeve met losse bestanddelen                                                           |                       |                                  | Torhout           | Edewallestraat 9             | 51° 03′ 41″ nord, 3° 03′ 07″ est | 87328               | Téléverser                                  |
| (nl) Kapel van 1983                                                                                          |                       |                                  | Torhout           | Edewallestraat               | 51° 03′ 37″ nord, 3° 03′ 24″ est | 87329               | Téléverser                                  |
| (nl) Achterin gelegen kleine hoeve                                                                           |                       |                                  | Torhout           | Edewallestraat 24            | 51° 03′ 34″ nord, 3° 03′ 07″ est | 87330               | Téléverser                                  |
| (nl) Hoevetje met losse bestanddelen                                                                         |                       |                                  | Torhout           | Elzenstraat 1                | 51° 01′ 33″ nord, 3° 04′ 35″ est | 87331               | Téléverser                                  |
| (nl) In weide gelegen ast, horend bij hoevesite                                                              |                       |                                  | Torhout           | Elzenstraat 3                | 51° 01′ 20″ nord, 3° 04′ 28″ est | 87332               | Téléverser                                  |
| (nl) Samenstel van arbeidershuizen                                                                           |                       |                                  | Torhout           | Eugeen Van Oyestraat 4       | 51° 03′ 48″ nord, 3° 06′ 02″ est | 87333               | Téléverser                                  |
| (nl) Samenstel van arbeidershuizen                                                                           |                       |                                  | Torhout           | Eugeen Van Oyestraat 6       | 51° 03′ 48″ nord, 3° 06′ 02″ est | 87333               | Téléverser                                  |
| (nl) Arbeidershuis, vermoedelijk deel uitmakend van de zogenaamde Van Oye's reke                             |                       |                                  | Torhout           | Eugeen Van Oyestraat 9       | 51° 03′ 48″ nord, 3° 06′ 01″ est | 87334               | Téléverser                                  |
| (nl) Arbeidershuizen, deel uitmakend van de zogenaamde Van Oye's reke                                        |                       |                                  | Torhout           | Eugeen Van Oyestraat 37      | 51° 03′ 47″ nord, 3° 05′ 58″ est | 87335               | Téléverser                                  |
| (nl) Arbeidershuizen, deel uitmakend van de zogenaamde Van Oye's reke                                        |                       |                                  | Torhout           | Eugeen Van Oyestraat 39      | 51° 03′ 47″ nord, 3° 05′ 58″ est | 87335               | Téléverser                                  |
| (nl) Samenstel van arbeidershuizen, deel uitmakend van de zogenaamde Van Oye's reke                          |                       |                                  | Torhout           | Eugeen Van Oyestraat 45      |                                  | 87336               | Téléverser                                  |
| (nl) Samenstel van arbeidershuizen, deel uitmakend van de zogenaamde Van Oye's reke                          |                       |                                  | Torhout           | Eugeen Van Oyestraat 47      |                                  | 87336               | Téléverser                                  |
| (nl) Arbeidershuis, mogelijk deel uitmakend van de zogenaamde Van Oye's reke                                 |                       |                                  | Torhout           | Eugeen Van Oyestraat 58      | 51° 03′ 43″ nord, 3° 05′ 53″ est | 87337               | Téléverser                                  |
| (nl) Boerenarbeidershuis met stalling                                                                        |                       |                                  | Torhout           | Eugeen Van Oyestraat 69      | 51° 03′ 45″ nord, 3° 05′ 52″ est | 87338               | Téléverser                                  |
| (nl) Arbeidershuis zogenaamd IS 'T KLEIN 'T IS 'T MIJN                                                       |                       |                                  | Torhout           | Felix Timmermanslaan 7       | 51° 03′ 59″ nord, 3° 06′ 29″ est | 87339               | Téléverser                                  |
| (nl) Chapelle Notre-Dame de Wynendaele                                                                       | Oui                   |                                  | Torhout           | Fonteinpad                   | 51° 04′ 38″ nord, 3° 03′ 37″ est | 87340               | (nl) Chapelle Notre-Dame de Wynendaele      |
| (nl) Jachtmeesterswoning met nutsgebouwen, afhankelijkheid van het kasteel van Wijnendale                    |                       |                                  | Torhout           | Fonteinpad 2                 | 51° 04′ 36″ nord, 3° 03′ 33″ est | 87341               | Téléverser                                  |
| (nl) IJskelder, beschermd als monument                                                                       | Oui                   |                                  | Torhout           | Fonteinpad                   | 51° 04′ 38″ nord, 3° 03′ 34″ est | 87342               | (nl) IJskelder, beschermd als monument      |
| (nl) Zogenaamde site 's Gravenwinkel                                                                         | Oui                   |                                  | Torhout           | Fraeysstraat 1               | 51° 03′ 58″ nord, 3° 06′ 02″ est | 87343               | Téléverser                                  |
| (nl) Museumhuisje                                                                                            | Oui                   |                                  | Torhout           | Fraeysstraat 6               | 51° 03′ 58″ nord, 3° 06′ 00″ est | 87344               | Téléverser                                  |
| (nl) Burgerhuis                                                                                              |                       |                                  | Torhout           | Fraeysstraat 10              | 51° 03′ 58″ nord, 3° 05′ 59″ est | 87345               | Téléverser                                  |
| (nl) Vrijstaande villa, achterin gelegen in beboomde tuin                                                    |                       |                                  | Torhout           | Ganzevijverstraat 2          | 51° 03′ 59″ nord, 3° 06′ 26″ est | 87346               | Téléverser                                  |
| (nl) Torenvolume bij restaurant het Bourgondisch Hof (nr. 4)                                                 |                       |                                  | Torhout           | Ganzevijverstraat            | 51° 03′ 57″ nord, 3° 06′ 24″ est | 87347               | Téléverser                                  |
| (nl) Burgerhuis                                                                                              |                       |                                  | Torhout           | Gitsstraat 1                 | 51° 03′ 41″ nord, 3° 05′ 58″ est | 87348               | Téléverser                                  |
| (nl) Burgerhuis met kleine voortuin                                                                          |                       |                                  | Torhout           | Gitsstraat 43                | 51° 03′ 34″ nord, 3° 05′ 58″ est | 87349               | Téléverser                                  |
| (nl) Zogenaamde Villa de Brouckère                                                                           |                       |                                  | Torhout           | 's Gravenwinkelstraat 5      | 51° 04′ 00″ nord, 3° 06′ 02″ est | 87350               | Téléverser                                  |
| (nl) Interbellumwoning                                                                                       |                       |                                  | Torhout           | 's Gravenwinkelstraat 44     | 51° 04′ 03″ nord, 3° 05′ 59″ est | 87351               | Téléverser                                  |
| (nl) Klein huisje                                                                                            |                       |                                  | Torhout           | Groenestraat                 | 51° 03′ 35″ nord, 3° 06′ 32″ est | 87352               | Téléverser                                  |
| (nl) Zogenaamd Ch?¾let de Brouckère of Villa de Brouckère                                                    |                       |                                  | Torhout           | Groenhovestraat 40           | 51° 04′ 21″ nord, 3° 07′ 58″ est | 87353               | Téléverser                                  |
| (nl) Pand zogenaamd ONZE THUIS                                                                               |                       |                                  | Torhout           | Guido Gezellelaan 14         | 51° 03′ 52″ nord, 3° 06′ 26″ est | 87354               | Téléverser                                  |
| (nl) Herenhuis                                                                                               |                       |                                  | Torhout           | Guido Gezellelaan 20         | 51° 03′ 50″ nord, 3° 06′ 26″ est | 87355               | Téléverser                                  |
| (nl) Vrijstaand burgerhuis                                                                                   |                       |                                  | Torhout           | Guido Gezellelaan 24         | 51° 03′ 49″ nord, 3° 06′ 26″ est | 87356               | Téléverser                                  |
| (nl) Burgerhuis zogenaamd ZONNEWEELDE                                                                        |                       |                                  | Torhout           | Guido Gezellelaan 38         | 51° 03′ 47″ nord, 3° 06′ 26″ est | 87357               | Téléverser                                  |
| (nl) Burgerhuis zogenaamd VILLA STEPHANIE                                                                    |                       |                                  | Torhout           | Guido Gezellelaan 46         | 51° 03′ 46″ nord, 3° 06′ 26″ est | 87358               | Téléverser                                  |
| (nl) Halfvrijstaand arbeidershuis met voortuintje                                                            |                       |                                  | Torhout           | Guldensporenlaan 1           | 51° 05′ 32″ nord, 3° 03′ 49″ est | 87359               | Téléverser                                  |
| (nl) Eengezinswoning in bungalowstijl                                                                        |                       |                                  | Torhout           | Hans Memlinclaan 13          | 51° 03′ 49″ nord, 3° 06′ 37″ est | 87360               | Téléverser                                  |
| (nl) Eengezinswoning in bungalowstijl                                                                        |                       |                                  | Torhout           | Hans Memlinclaan 14          | 51° 03′ 50″ nord, 3° 06′ 37″ est | 87361               | Téléverser                                  |
| (nl) Hulpkapel toegewijd aan de Goede Herder                                                                 |                       |                                  | Torhout           | Herderstraat                 | 51° 03′ 25″ nord, 3° 06′ 57″ est | 87362               | Téléverser                                  |
| (nl) Pastorie                                                                                                |                       |                                  | Torhout           | Herderstraat 4               | 51° 03′ 26″ nord, 3° 06′ 54″ est | 87363               | Téléverser                                  |
| (nl) Burgerhuis met rechts winkelpui                                                                         |                       |                                  | Torhout           | Hofstraat 6                  | 51° 03′ 53″ nord, 3° 06′ 09″ est | 87364               | Téléverser                                  |
| (nl) Hoekpand aansluitend bij de bebouwing van het Conscienceplein                                           |                       |                                  | Torhout           | Hofstraat 13                 | 51° 03′ 53″ nord, 3° 06′ 11″ est | 87365               | Téléverser                                  |
| (nl) Hoekpand aansluitend bij de bebouwing van het Conscienceplein                                           |                       |                                  | Torhout           | Hofstraat 15                 | 51° 03′ 53″ nord, 3° 06′ 11″ est | 87365               | Téléverser                                  |
| (nl) Voormalig burgerhuis                                                                                    |                       |                                  | Torhout           | Hofstraat 16                 | 51° 03′ 54″ nord, 3° 06′ 11″ est | 87366               | Téléverser                                  |
| (nl) 19de-eeuws burgerhuis                                                                                   |                       |                                  | Torhout           | Hofstraat 20                 | 51° 03′ 54″ nord, 3° 06′ 11″ est | 87367               | Téléverser                                  |
| (nl) Hoekcomplex van 1907                                                                                    |                       |                                  | Torhout           | Hofstraat 22                 | 51° 03′ 54″ nord, 3° 06′ 11″ est | 87368               | Téléverser                                  |
| (nl) Hoekcomplex van 1907                                                                                    |                       |                                  | Torhout           | Hofstraat 24                 | 51° 03′ 54″ nord, 3° 06′ 11″ est | 87368               | Téléverser                                  |
| (nl) Eengezinswoning in bungalowstijl                                                                        |                       |                                  | Torhout           | Hogestraat 105               | 51° 04′ 36″ nord, 3° 05′ 19″ est | 87369               | Téléverser                                  |
| (nl) Achterin gelegen hoeve                                                                                  |                       |                                  | Torhout           | Hogestraat 111               | 51° 04′ 38″ nord, 3° 05′ 23″ est | 87370               | Téléverser                                  |
| (nl) Op een hoek gelegen eengezinswoning in bungalowstijl                                                    |                       |                                  | Torhout           | Hugo Verriestlaan 2          | 51° 04′ 03″ nord, 3° 06′ 34″ est | 87371               | Téléverser                                  |
| (nl) Restant van industriële gebouwen                                                                        |                       |                                  | Torhout           | Zwanestraat 2                | 51° 03′ 54″ nord, 3° 06′ 04″ est | 87372               | Téléverser                                  |
| (nl) Zogenaamd vilbeluik van 1903-1905                                                                       |                       |                                  | Torhout           | Ieperse Heerweg 5            | 51° 03′ 14″ nord, 3° 05′ 44″ est | 87373               | Téléverser                                  |
| (nl) Wegwijzer uit de eerste helft van de 20ste eeuw                                                         |                       |                                  | Torhout           | Ieperse Heerweg              | 51° 02′ 40″ nord, 3° 05′ 21″ est | 87374               | Téléverser                                  |
| (nl) Boerenarbeidershuisjes                                                                                  |                       |                                  | Torhout           | Ieperse Heerweg 28           | 51° 02′ 49″ nord, 3° 05′ 34″ est | 87375               | Téléverser                                  |
| (nl) Boerenarbeidershuisjes                                                                                  |                       |                                  | Torhout           | Ieperse Heerweg 30           | 51° 02′ 49″ nord, 3° 05′ 34″ est | 87375               | Téléverser                                  |
| (nl) Onze-Lieve-Vrouwkapel geflankeerd door twee linden                                                      |                       |                                  | Torhout           | Ieperse Heerweg              | 51° 02′ 27″ nord, 3° 05′ 02″ est | 87376               | Téléverser                                  |
| (nl) Eengezinswoning in bungalowstijl                                                                        |                       |                                  | Torhout           | Industrielaan 27             | 51° 04′ 20″ nord, 3° 06′ 14″ est | 87377               | Téléverser                                  |
| (nl) Onze-Lieve-Vrouwkapelletje                                                                              |                       |                                  | Torhout           | Karel de Ghelderelaan        | 51° 03′ 44″ nord, 3° 05′ 54″ est | 87378               | Téléverser                                  |
| (nl) Sint-Augustinusrusthuis                                                                                 |                       |                                  | Torhout           | Karel de Goedelaan 4         | 51° 04′ 09″ nord, 3° 06′ 08″ est | 87379               | Téléverser                                  |
| (nl) In voortuin gelegen, vrijstaand diephuis                                                                |                       |                                  | Torhout           | Kasteelstraat 2              | 51° 03′ 46″ nord, 3° 06′ 27″ est | 87380               | Téléverser                                  |
| (nl) Samenstel van diephuizen                                                                                |                       |                                  | Torhout           | Kasteelstraat 10             | 51° 03′ 45″ nord, 3° 06′ 28″ est | 87381               | Téléverser                                  |
| (nl) Samenstel van diephuizen                                                                                |                       |                                  | Torhout           | Kasteelstraat 6              | 51° 03′ 45″ nord, 3° 06′ 28″ est | 87381               | Téléverser                                  |
| (nl) Samenstel van diephuizen                                                                                |                       |                                  | Torhout           | Kasteelstraat 8              | 51° 03′ 45″ nord, 3° 06′ 28″ est | 87381               | Téléverser                                  |
| (nl) Vrijstaand diephuis                                                                                     |                       |                                  | Torhout           | Kasteelstraat 11             | 51° 03′ 44″ nord, 3° 06′ 24″ est | 87382               | Téléverser                                  |
| (nl) Achterin gelegen huis                                                                                   |                       |                                  | Torhout           | Kasteelstraat 23             | 51° 03′ 42″ nord, 3° 06′ 26″ est | 87383               | Téléverser                                  |
| (nl) Burgerhuis                                                                                              |                       |                                  | Torhout           | Kasteelstraat 27             | 51° 03′ 41″ nord, 3° 06′ 28″ est | 87384               | Téléverser                                  |
| (nl) Achterin gelegen hoeve met losstaande bestanddelen                                                      |                       |                                  | Torhout           | Keibergstraat 39             | 51° 04′ 29″ nord, 3° 07′ 11″ est | 87385               | Téléverser                                  |
| (nl) Hoeve                                                                                                   |                       |                                  | Torhout           | Keibergstraat 82             | 51° 04′ 29″ nord, 3° 06′ 54″ est | 87386               | Téléverser                                  |
| (nl) Eengezinswoning in bungalowstijl                                                                        |                       |                                  | Torhout           | Keibergstraat 98             | 51° 04′ 33″ nord, 3° 06′ 58″ est | 87387               | Téléverser                                  |
| (nl) Eengezinswoning in bungalowstijl                                                                        |                       |                                  | Torhout           | Keibergstraat 100            | 51° 04′ 33″ nord, 3° 06′ 59″ est | 87388               | Téléverser                                  |
| (nl) Boerenarbeiderswoning                                                                                   |                       |                                  | Torhout           | Keibergstraat 152            | 51° 04′ 51″ nord, 3° 07′ 18″ est | 87389               | Téléverser                                  |
| (nl) Eenvoudig arbeidershuisje                                                                               |                       |                                  | Torhout           | Keibergstraat 164            | 51° 04′ 52″ nord, 3° 07′ 24″ est | 87390               | Téléverser                                  |
| (nl) Eengezinswoning in bungalowstijl                                                                        |                       |                                  | Torhout           | Kersouwkensstraat 4          | 51° 04′ 05″ nord, 3° 07′ 54″ est | 87391               | Téléverser                                  |
| (nl) Mechanische maalderij zogenaamd DE KORENBLOMME                                                          |                       |                                  | Torhout           | Kleine Korenbloemstraat      | 51° 04′ 54″ nord, 3° 08′ 00″ est | 87392               | Téléverser                                  |
| (nl) Parochiekerk toegewijd aan Sint-Jozef en de Gelukzalige Karel de Goede                                  |                       |                                  | Torhout           | Kloosterstraat               | 51° 05′ 32″ nord, 3° 04′ 00″ est | 87393               | Téléverser                                  |
| (nl) Pastorie                                                                                                |                       |                                  | Torhout           | Kloosterstraat 1             | 51° 05′ 34″ nord, 3° 04′ 02″ est | 87394               | Téléverser                                  |
| (nl) Voormalig zusterklooster                                                                                |                       |                                  | Torhout           | Kloosterstraat 3             | 51° 05′ 34″ nord, 3° 04′ 02″ est | 87395               | Téléverser                                  |
| (nl) Parochiezaal                                                                                            |                       |                                  | Torhout           | Kloosterstraat 5             | 51° 05′ 35″ nord, 3° 04′ 03″ est | 87396               | Téléverser                                  |
| (nl) Hoevetje zogenaamd 'T RUYTERSHOF                                                                        |                       |                                  | Torhout           | Koolskampstraat 47           | 51° 03′ 03″ nord, 3° 07′ 06″ est | 87397               | Téléverser                                  |
| (nl) Voormalig café zogenaamd DE GROENE WANDELING                                                            |                       |                                  | Torhout           | Korenbloemstraat 111         | 51° 04′ 55″ nord, 3° 08′ 36″ est | 87398               | Téléverser                                  |
| (nl) Hoeve                                                                                                   |                       |                                  | Torhout           | Kortemark-Ellestraat 8       | 51° 01′ 10″ nord, 3° 04′ 12″ est | 87399               | Téléverser                                  |
| (nl) Burgerhuis                                                                                              |                       |                                  | Torhout           | Kortemarkstraat 10           | 51° 03′ 44″ nord, 3° 06′ 05″ est | 87400               | Téléverser                                  |
| (nl) Burgerhuis                                                                                              |                       |                                  | Torhout           | Kortemarkstraat 17           | 51° 03′ 46″ nord, 3° 06′ 05″ est | 87401               | Téléverser                                  |
| (nl) Burgerhuis                                                                                              |                       |                                  | Torhout           | Kortemarkstraat 26           | 51° 03′ 42″ nord, 3° 06′ 02″ est | 87402               | Téléverser                                  |
| (nl) Burgerhuis                                                                                              |                       |                                  | Torhout           | Kortemarkstraat 28           | 51° 03′ 41″ nord, 3° 06′ 03″ est | 87403               | Téléverser                                  |
| (nl) Hoekpand met aansluitende nutsgebouwen ter hoogte van de Gitsstraat                                     |                       |                                  | Torhout           | Kortemarkstraat 34           | 51° 03′ 41″ nord, 3° 06′ 00″ est | 87404               | Téléverser                                  |
| (nl) Boerenarbeidershuis met voortuintje                                                                     |                       |                                  | Torhout           | Kortemarkstraat 46           | 51° 03′ 37″ nord, 3° 05′ 56″ est | 87405               | Téléverser                                  |
| (nl) Villa                                                                                                   |                       |                                  | Torhout           | Kortemarkstraat 53           | 51° 03′ 41″ nord, 3° 05′ 51″ est | 87406               | Téléverser                                  |
| (nl) Burgerhuis                                                                                              |                       |                                  | Torhout           | Kortemarkstraat 54           | 51° 03′ 38″ nord, 3° 05′ 54″ est | 87407               | Téléverser                                  |
| (nl) Boerenarbeidershuis                                                                                     |                       |                                  | Torhout           | Kortemarkstraat 57           | 51° 03′ 40″ nord, 3° 05′ 49″ est | 87408               | Téléverser                                  |
| (nl) Interbellumvilla                                                                                        |                       |                                  | Torhout           | Kortemarkstraat 63           | 51° 03′ 39″ nord, 3° 05′ 46″ est | 87409               | Téléverser                                  |
| (nl) Interbellumwoning                                                                                       |                       |                                  | Torhout           | Kortemarkstraat 90           | 51° 03′ 35″ nord, 3° 05′ 44″ est | 87410               | Téléverser                                  |
| (nl) Hoeve met losstaande bestanddelen                                                                       |                       |                                  | Torhout           | Kortemarkstraat 124          | 51° 03′ 31″ nord, 3° 05′ 30″ est | 87411               | Téléverser                                  |
| (nl) Kapel toegewijd aan de Heilige Jozef                                                                    |                       |                                  | Torhout           | Kortemarkstraat              | 51° 03′ 27″ nord, 3° 05′ 12″ est | 87412               | Téléverser                                  |
| (nl) Hoeve zogenaamd De hoge Schure                                                                          |                       |                                  | Torhout           | Kortemarkstraat 165          | 51° 03′ 27″ nord, 3° 05′ 09″ est | 87413               | Téléverser                                  |
| (nl) Samenstel van boerenarbeidershuizen                                                                     |                       |                                  | Torhout           | Kortemarkstraat 187          | 51° 03′ 19″ nord, 3° 04′ 55″ est | 87414               | Téléverser                                  |
| (nl) Samenstel van boerenarbeidershuizen                                                                     |                       |                                  | Torhout           | Kortemarkstraat 189          | 51° 03′ 19″ nord, 3° 04′ 55″ est | 87414               | Téléverser                                  |
| (nl) (Boeren)huis                                                                                            |                       |                                  | Torhout           | Kortemarkstraat 207          | 51° 03′ 10″ nord, 3° 04′ 35″ est | 87415               | Téléverser                                  |
| (nl) Hoeve met losse bestanddelen                                                                            |                       |                                  | Torhout           | Kortemarkstraat 209          | 51° 03′ 07″ nord, 3° 04′ 29″ est | 87416               | Téléverser                                  |
| (nl) Hoeve met losse bestanddelen in U-vorm opgesteld                                                        |                       |                                  | Torhout           | Kortemarkstraat 229          | 51° 02′ 31″ nord, 3° 03′ 40″ est | 87417               | Téléverser                                  |
| (nl) Mariakapel                                                                                              |                       |                                  | Torhout           | Kortemarkstraat              | 51° 03′ 10″ nord, 3° 04′ 37″ est | 87418               | Téléverser                                  |
| (nl) Kapelletje van 1958, bij erftoegang van hoeve                                                           |                       |                                  | Torhout           | Kwakkelstraat                | 51° 02′ 00″ nord, 3° 06′ 51″ est | 87419               | Téléverser                                  |
| (nl) Hoeve met losstaande bestanddelen L-vormig gegroepeerd                                                  |                       |                                  | Torhout           | Kwakkelstraat 2              | 51° 02′ 02″ nord, 3° 06′ 51″ est | 87420               | Téléverser                                  |
| (nl) Boerenarbeidershuis                                                                                     |                       |                                  | Torhout           | Kwaplasstraat 10             | 51° 03′ 24″ nord, 3° 07′ 01″ est | 87421               | Téléverser                                  |
| (nl) Boerenarbeidershuis                                                                                     |                       |                                  | Torhout           | Kwaplasstraat 30             | 51° 03′ 27″ nord, 3° 07′ 09″ est | 87422               | Téléverser                                  |
| (nl) Boerenarbeidershuis                                                                                     |                       |                                  | Torhout           | Kwaplasstraat 44             | 51° 03′ 31″ nord, 3° 07′ 11″ est | 87423               | Téléverser                                  |
| (nl) Zogenaamde VILLA LEOPOLD van 1908                                                                       |                       |                                  | Torhout           | Landstraat 5                 | 51° 03′ 58″ nord, 3° 05′ 09″ est | 87424               | Téléverser                                  |
| (nl) Mariakapel van 1940, bij erftoegang van hoeve                                                           |                       |                                  | Torhout           | Langenhoekstraat             | 51° 01′ 55″ nord, 3° 05′ 06″ est | 87425               | Téléverser                                  |
| (nl) Hoeve zogenaamd PALEPUTHOF                                                                              |                       |                                  | Torhout           | Langenhoekstraat 9           | 51° 01′ 42″ nord, 3° 04′ 53″ est | 87426               | Téléverser                                  |
| (nl) Vrijstaand burgerhuis                                                                                   |                       |                                  | Torhout           | Kortemarkstraat 264          | 51° 02′ 33″ nord, 3° 03′ 54″ est | 87427               | Téléverser                                  |
| (nl) Burgerhuis                                                                                              |                       |                                  | Torhout           | Langepijpestraat 2           | 51° 03′ 56″ nord, 3° 05′ 50″ est | 87428               | Téléverser                                  |
| (nl) Arbeidershuis                                                                                           |                       |                                  | Torhout           | Langepijpestraat 3           | 51° 03′ 56″ nord, 3° 05′ 49″ est | 87429               | Téléverser                                  |
| (nl) Samenstel van burgerhuizen in spiegelbeeldschema                                                        |                       |                                  | Torhout           | Langepijpestraat 11          | 51° 03′ 56″ nord, 3° 05′ 47″ est | 87430               | Téléverser                                  |
| (nl) Samenstel van burgerhuizen in spiegelbeeldschema                                                        |                       |                                  | Torhout           | Langepijpestraat 13          | 51° 03′ 56″ nord, 3° 05′ 47″ est | 87430               | Téléverser                                  |
| (nl) Beeldbepalend samenstel van burgerhuizen                                                                |                       |                                  | Torhout           | Lichterveldestraat 2         | 51° 03′ 46″ nord, 3° 06′ 15″ est | 87431               | Téléverser                                  |
| (nl) Beeldbepalend samenstel van burgerhuizen                                                                |                       |                                  | Torhout           | Lichterveldestraat 4         | 51° 03′ 46″ nord, 3° 06′ 15″ est | 87431               | Téléverser                                  |
| (nl) Pand van 1926                                                                                           |                       |                                  | Torhout           | Lichterveldestraat 3         | 51° 03′ 46″ nord, 3° 06′ 13″ est | 87432               | Téléverser                                  |
| (nl) Burgerhuizen met voortuintjes                                                                           |                       |                                  | Torhout           | Lichterveldestraat 10        | 51° 03′ 45″ nord, 3° 06′ 15″ est | 87433               | Téléverser                                  |
| (nl) Burgerhuizen met voortuintjes                                                                           |                       |                                  | Torhout           | Lichterveldestraat 12        | 51° 03′ 45″ nord, 3° 06′ 15″ est | 87433               | Téléverser                                  |
| (nl) Site zogenaamd 't Leen van Tinnenburg                                                                   |                       |                                  | Torhout           | Rijselstraat 14              | 51° 03′ 44″ nord, 3° 06′ 12″ est | 87434               | Téléverser                                  |
| (nl) Burgerhuis                                                                                              |                       |                                  | Torhout           | Lichterveldestraat 21        | 51° 03′ 43″ nord, 3° 06′ 14″ est | 87435               | Téléverser                                  |
| (nl) Arbeidershuis                                                                                           |                       |                                  | Torhout           | Lichterveldestraat 29        | 51° 03′ 43″ nord, 3° 06′ 14″ est | 87436               | Téléverser                                  |
| (nl) Villa met grote voortuin                                                                                |                       |                                  | Torhout           | Lichterveldestraat 34        | 51° 03′ 43″ nord, 3° 06′ 18″ est | 87437               | Téléverser                                  |
| (nl) In tuin gelegen riante woning met nutsgebouw                                                            |                       |                                  | Torhout           | Lichterveldestraat 37        | 51° 03′ 40″ nord, 3° 06′ 14″ est | 87438               | Téléverser                                  |
| (nl) Eenheidsbebouwing van lage arbeidershuizen                                                              |                       |                                  | Torhout           | Lichterveldestraat 40        | 51° 03′ 39″ nord, 3° 06′ 20″ est | 87439               | Téléverser                                  |
| (nl) Eenheidsbebouwing van lage arbeidershuizen                                                              |                       |                                  | Torhout           | Lichterveldestraat 42        | 51° 03′ 39″ nord, 3° 06′ 20″ est | 87439               | Téléverser                                  |
| (nl) Eenheidsbebouwing van lage arbeidershuizen                                                              |                       |                                  | Torhout           | Lichterveldestraat 54        | 51° 03′ 39″ nord, 3° 06′ 20″ est | 87439               | Téléverser                                  |
| (nl) Eenheidsbebouwing van lage arbeidershuizen                                                              |                       |                                  | Torhout           | Lichterveldestraat 56        | 51° 03′ 39″ nord, 3° 06′ 20″ est | 87439               | Téléverser                                  |
| (nl) Eenheidsbebouwing van lage arbeidershuizen                                                              |                       |                                  | Torhout           | Lichterveldestraat 60        | 51° 03′ 39″ nord, 3° 06′ 20″ est | 87439               | Téléverser                                  |
| (nl) Eenheidsbebouwing van lage arbeidershuizen                                                              |                       |                                  | Torhout           | Lichterveldestraat 62        | 51° 03′ 39″ nord, 3° 06′ 20″ est | 87439               | Téléverser                                  |
| (nl) Eenheidsbebouwing van lage arbeidershuizen                                                              |                       |                                  | Torhout           | Lichterveldestraat 64        | 51° 03′ 39″ nord, 3° 06′ 20″ est | 87439               | Téléverser                                  |
| (nl) Eenheidsbebouwing van lage arbeidershuizen                                                              |                       |                                  | Torhout           | Lichterveldestraat 66        | 51° 03′ 39″ nord, 3° 06′ 20″ est | 87439               | Téléverser                                  |
| (nl) Eenheidsbebouwing van lage arbeidershuizen                                                              |                       |                                  | Torhout           | Lichterveldestraat 68        | 51° 03′ 39″ nord, 3° 06′ 20″ est | 87439               | Téléverser                                  |
| (nl) Eenheidsbebouwing van lage arbeidershuizen                                                              |                       |                                  | Torhout           | Lichterveldestraat 70        | 51° 03′ 39″ nord, 3° 06′ 20″ est | 87439               | Téléverser                                  |
| (nl) Eenheidsbebouwing van lage arbeidershuizen                                                              |                       |                                  | Torhout           | Lichterveldestraat 72        | 51° 03′ 39″ nord, 3° 06′ 20″ est | 87439               | Téléverser                                  |
| (nl) Vrijstaand, in omhaagde tuin gelegen huis met nutsgebouwen                                              |                       |                                  | Torhout           | Lichterveldestraat 45        | 51° 03′ 39″ nord, 3° 06′ 16″ est | 87440               | Téléverser                                  |
| (nl) Smal burgerhuis                                                                                         |                       |                                  | Torhout           | Lichterveldestraat 67        | 51° 03′ 35″ nord, 3° 06′ 19″ est | 87441               | Téléverser                                  |
| (nl) Burgerhuis                                                                                              |                       |                                  | Torhout           | Lichterveldestraat 71        | 51° 03′ 35″ nord, 3° 06′ 20″ est | 87442               | Téléverser                                  |
| (nl) Mariakapelletje van 1952, geflankeerd door twee lindebomen                                              |                       |                                  | Torhout           | Luchtstraat                  | 51° 05′ 01″ nord, 3° 08′ 32″ est | 87443               | Téléverser                                  |
| (nl) Hoeve met losstaande bestanddelen                                                                       |                       |                                  | Torhout           | Makeveldstraat 45            | 51° 04′ 10″ nord, 3° 04′ 36″ est | 87444               | Téléverser                                  |
| (nl) Hoeve met losstaande bestanddelen                                                                       |                       |                                  | Torhout           | Makeveldstraat 45A           | 51° 04′ 10″ nord, 3° 04′ 36″ est | 87444               | Téléverser                                  |
| (nl) Hoeve met losstaande bestanddelen                                                                       |                       |                                  | Torhout           | Makeveldstraat 45B           | 51° 04′ 10″ nord, 3° 04′ 36″ est | 87444               | Téléverser                                  |
| (nl) Arbeidershuizen uit het tweede kwart van de 20ste eeuw, nu ge´ntegreerd in de zogenaamde rivierenwijk   |                       |                                  | Torhout           | Mandelstraat 15              |                                  | 87445               | Téléverser                                  |
| (nl) Arbeidershuizen uit het tweede kwart van de 20ste eeuw, nu ge´ntegreerd in de zogenaamde rivierenwijk   |                       |                                  | Torhout           | Mandelstraat 17              |                                  | 87445               | Téléverser                                  |
| (nl) Arbeidershuizen uit het tweede kwart van de 20ste eeuw, nu ge´ntegreerd in de zogenaamde rivierenwijk   |                       |                                  | Torhout           | Mandelstraat 19              |                                  | 87445               | Téléverser                                  |
| (nl) Stadhuis                                                                                                | Oui                   |                                  | Torhout           | Markt 1                      | 51° 03′ 53″ nord, 3° 06′ 06″ est | 87446               | Téléverser                                  |
| (nl) Diephuis                                                                                                |                       |                                  | Torhout           | Markt 4                      | 51° 03′ 53″ nord, 3° 06′ 04″ est | 87447               | Téléverser                                  |
| (nl) Winkelpand                                                                                              |                       |                                  | Torhout           | Markt 6                      | 51° 03′ 53″ nord, 3° 06′ 04″ est | 87448               | Téléverser                                  |
| (nl) Winkelpand                                                                                              |                       |                                  | Torhout           | Markt 7                      | 51° 03′ 53″ nord, 3° 06′ 04″ est | 87449               | Téléverser                                  |
| (nl) Winkelpand                                                                                              |                       |                                  | Torhout           | Markt 8                      | 51° 03′ 53″ nord, 3° 06′ 04″ est | 87450               | Téléverser                                  |
| (nl) Zogenaamd huis Bekaert, met op het achtererf restanten van de voormalige brouwerij Bekaert of Den Appel | Oui                   |                                  | Torhout           | Markt 22                     |                                  | 87451               | Téléverser                                  |
| (nl) Zogenaamd huis Bekaert, met op het achtererf restanten van de voormalige brouwerij Bekaert of Den Appel | Oui                   |                                  | Torhout           | Markt 23                     |                                  | 87451               | Téléverser                                  |
| (nl) 19de-eeuwse arduinen stadspomp                                                                          | Oui                   |                                  | Torhout           | Markt                        | 51° 03′ 52″ nord, 3° 06′ 08″ est | 87452               | Téléverser                                  |
| (nl) 19de-eeuws burgerhuis                                                                                   |                       |                                  | Torhout           | Markt 25                     | 51° 03′ 51″ nord, 3° 06′ 08″ est | 87453               | Téléverser                                  |
| (nl) 19de-eeuws winkelpand                                                                                   |                       |                                  | Torhout           | Markt 33                     | 51° 03′ 51″ nord, 3° 06′ 04″ est | 87454               | Téléverser                                  |
| (nl) Hoeve met losstaande bestanddelen                                                                       |                       |                                  | Torhout           | Meibosstraat 2               | 51° 03′ 09″ nord, 3° 06′ 09″ est | 87455               | Téléverser                                  |
| (nl) Hoeve met losstaande bestanddelen                                                                       |                       |                                  | Torhout           | Moereveldstraat 2            | 51° 02′ 43″ nord, 3° 05′ 16″ est | 87456               | Téléverser                                  |
| (nl) Mariakapel ge´ntegreerd in erfpijler van het zogenaamde Kerselarehof                                    |                       |                                  | Torhout           | Moereveldstraat              | 51° 02′ 59″ nord, 3° 05′ 11″ est | 87457               | Téléverser                                  |
| (nl) Hoeve zogenaamd KERSELAREHOF                                                                            |                       |                                  | Torhout           | Moereveldstraat 4            | 51° 02′ 59″ nord, 3° 05′ 08″ est | 87458               | Téléverser                                  |
| (nl) Arbeidershuisje van 1928                                                                                |                       |                                  | Torhout           | Molenstraat 32               | 51° 03′ 51″ nord, 3° 05′ 27″ est | 87459               | Téléverser                                  |
| (nl) 19de-eeuwse arduinen stadspomp                                                                          | Oui                   |                                  | Torhout           | Nieuwstraat                  | 51° 03′ 52″ nord, 3° 06′ 02″ est | 87460               | Téléverser                                  |
| (nl) Winkelpand                                                                                              |                       |                                  | Torhout           | Nieuwstraat 4                | 51° 03′ 52″ nord, 3° 06′ 03″ est | 87461               | Téléverser                                  |
| (nl) Burgerhuis                                                                                              |                       |                                  | Torhout           | Nieuwstraat 6                | 51° 03′ 52″ nord, 3° 06′ 03″ est | 87462               | Téléverser                                  |
| (nl) Winkelhuis                                                                                              |                       |                                  | Torhout           | Nieuwstraat 25               | 51° 03′ 55″ nord, 3° 05′ 59″ est | 87463               | Téléverser                                  |
| (nl) Imposant burgerhuis                                                                                     |                       |                                  | Torhout           | Nieuwstraat 40               | 51° 03′ 54″ nord, 3° 05′ 58″ est | 87464               | Téléverser                                  |
| (nl) Imposant burgerhuis                                                                                     |                       |                                  | Torhout           | Nieuwstraat 42               | 51° 03′ 54″ nord, 3° 05′ 58″ est | 87464               | Téléverser                                  |
| (nl) Twee arduinen kilometerpalen                                                                            |                       |                                  | Torhout           | Oostendestraat               | 51° 03′ 57″ nord, 3° 06′ 03″ est | 87465               | Téléverser                                  |
| (nl) Hoekwinkelpand                                                                                          |                       |                                  | Torhout           | Oostendestraat 5A            | 51° 03′ 57″ nord, 3° 06′ 02″ est | 87466               | Téléverser                                  |
| (nl) Bepleisterde lijstgevels                                                                                |                       |                                  | Torhout           | Oostendestraat 8             | 51° 03′ 56″ nord, 3° 06′ 01″ est | 87467               | Téléverser                                  |
| (nl) In kern 19de-eeuws handelspand                                                                          |                       |                                  | Torhout           | Oostendestraat 15            | 51° 03′ 57″ nord, 3° 06′ 00″ est | 87468               | Téléverser                                  |
| (nl) Herenhuis, zogenaamde notariswoning van de familie Debrabandere                                         |                       |                                  | Torhout           | Oostendestraat 19            | 51° 03′ 57″ nord, 3° 05′ 59″ est | 87469               | Téléverser                                  |
| (nl) Herenhuis                                                                                               |                       |                                  | Torhout           | Oostendestraat 21            | 51° 03′ 57″ nord, 3° 05′ 58″ est | 87470               | Téléverser                                  |
| (nl) Beeldbepalend hoekpand, herenhuizen                                                                     |                       |                                  | Torhout           | Oostendestraat 37            | 51° 03′ 58″ nord, 3° 05′ 55″ est | 87471               | Téléverser                                  |
| (nl) Beeldbepalend hoekpand, herenhuizen                                                                     |                       |                                  | Torhout           | Oostendestraat 39            | 51° 03′ 58″ nord, 3° 05′ 55″ est | 87471               | Téléverser                                  |
| (nl) Geboortehuis van Karel de Gheldere                                                                      |                       |                                  | Torhout           | Oostendestraat 40            | 51° 03′ 56″ nord, 3° 05′ 54″ est | 87472               | Téléverser                                  |
| (nl) Handelspand zogenaamd KUNST VEREDELT                                                                    |                       |                                  | Torhout           | Oostendestraat 57            | 51° 03′ 58″ nord, 3° 05′ 50″ est | 87473               | Téléverser                                  |
| (nl) Samenstel van kleine burgerhuizen                                                                       |                       |                                  | Torhout           | Oostendestraat 70            | 51° 03′ 57″ nord, 3° 05′ 48″ est | 87474               | Téléverser                                  |
| (nl) Samenstel van kleine burgerhuizen                                                                       |                       |                                  | Torhout           | Oostendestraat 72            | 51° 03′ 57″ nord, 3° 05′ 48″ est | 87474               | Téléverser                                  |
| (nl) Huis |                       |                                  | Torhout           | Oostendestraat 83            | 51° 04′ 00″ nord, 3° 05′ 47″ est | 87475               | Téléverser                                  |
| (nl) Beeldbepalend hoek- en winkelpand                                                                       |                       |                                  | Torhout           | Oostendestraat 84            | 51° 03′ 59″ nord, 3° 05′ 45″ est | 87476               | Téléverser                                  |
| (nl) Eénlaags arbeidershuisje                                                                                |                       |                                  | Torhout           | Oostendestraat 92            | 51° 04′ 00″ nord, 3° 05′ 44″ est | 87477               | Téléverser                                  |
| (nl) Twee huizen                                                                                             |                       |                                  | Torhout           | Oostendestraat 94            | 51° 04′ 00″ nord, 3° 05′ 44″ est | 87478               | Téléverser                                  |
| (nl) Twee huizen                                                                                             |                       |                                  | Torhout           | Oostendestraat 96            | 51° 04′ 00″ nord, 3° 05′ 44″ est | 87478               | Téléverser                                  |
| (nl) Samenstel van twee arbeidershuizen in repeterend schema                                                 |                       |                                  | Torhout           | Oostendestraat 105           | 51° 04′ 02″ nord, 3° 05′ 44″ est | 87479               | Téléverser                                  |
| (nl) Samenstel van twee arbeidershuizen in repeterend schema                                                 |                       |                                  | Torhout           | Oostendestraat 107           | 51° 04′ 02″ nord, 3° 05′ 44″ est | 87479               | Téléverser                                  |
| (nl) Samenstel van twee 19de-eeuwse huizen                                                                   |                       |                                  | Torhout           | Oostendestraat 121           | 51° 04′ 03″ nord, 3° 05′ 42″ est | 87480               | Téléverser                                  |
| (nl) Arbeidershuis                                                                                           |                       |                                  | Torhout           | Oostendestraat 128           | 51° 04′ 02″ nord, 3° 05′ 40″ est | 87481               | Téléverser                                  |
| (nl) Klein arbeidershuis                                                                                     |                       |                                  | Torhout           | Oostendestraat 138           | 51° 04′ 03″ nord, 3° 05′ 39″ est | 87482               | Téléverser                                  |
| (nl) Pand van 1935 met voortuintje                                                                           |                       |                                  | Torhout           | Oostendestraat 141           | 51° 04′ 06″ nord, 3° 05′ 39″ est | 87483               | Téléverser                                  |
| (nl) Arbeidershuis                                                                                           |                       |                                  | Torhout           | Oostendestraat 164           | 51° 04′ 05″ nord, 3° 05′ 34″ est | 87484               | Téléverser                                  |
| (nl) Dubbelhuis                                                                                              |                       |                                  | Torhout           | Oostendestraat 170           | 51° 04′ 05″ nord, 3° 05′ 33″ est | 87485               | Téléverser                                  |
| (nl) Verzorgd huis uit de jaren 1920-1930                                                                    |                       |                                  | Torhout           | Oostendestraat 173           | 51° 04′ 11″ nord, 3° 05′ 22″ est | 87486               | Téléverser                                  |
| (nl) Burgerhuis                                                                                              |                       |                                  | Torhout           | Oostendestraat 185           | 51° 04′ 11″ nord, 3° 05′ 19″ est | 87487               | Téléverser                                  |
| (nl) Herberg IN 'T HOF VAN ENGELAND ESTAMINET                                                                | Oui                   |                                  | Torhout           | Oostendestraat 194           | 51° 04′ 08″ nord, 3° 05′ 25″ est | 87488               | Téléverser                                  |
| (nl) Samenstel van twee kleine arbeidershuizen                                                               |                       |                                  | Torhout           | Oostendestraat 259           | 51° 04′ 21″ nord, 3° 04′ 47″ est | 87489               | Téléverser                                  |
| (nl) Voormalige herberg en smidse                                                                            |                       |                                  | Torhout           | Oostendestraat 345           | 51° 04′ 55″ nord, 3° 03′ 45″ est | 87490               | Téléverser                                  |
| (nl) Voormalige herberg en smidse                                                                            |                       |                                  | Torhout           | Oostendestraat 347           | 51° 04′ 55″ nord, 3° 03′ 45″ est | 87490               | Téléverser                                  |
| Château de Wynendaele et bois de Wynendaele                                                                  | Oui                   |                                  | Torhout           | Oostendestraat 390           | 51° 04′ 44″ nord, 3° 03′ 41″ est | 87491               | Château de Wynendaele et bois de Wynendaele |
| Château de Wynendaele et bois de Wynendaele                                                                  | Oui                   |                                  | Torhout           | Oostendestraat 392           | 51° 04′ 44″ nord, 3° 03′ 41″ est | 87491               | Château de Wynendaele et bois de Wynendaele |
| Château de Wynendaele et bois de Wynendaele                                                                  | Oui                   |                                  | Torhout           | Oostendestraat 394           | 51° 04′ 44″ nord, 3° 03′ 41″ est | 87491               | Château de Wynendaele et bois de Wynendaele |
| Château de Wynendaele et bois de Wynendaele                                                                  | Oui                   |                                  | Torhout           | Oostendestraat 396           | 51° 04′ 44″ nord, 3° 03′ 41″ est | 87491               | Téléverser                                  |
| (nl) Onze-Lieve-Vrouwkapel                                                                                   |                       |                                  | Torhout           | Paleputstraat                | 51° 01′ 37″ nord, 3° 04′ 56″ est | 87492               | Téléverser                                  |
| (nl) Hoevetje met losse bakstenen bestanddelen                                                               |                       |                                  | Torhout           | Palingdreef 5                | 51° 04′ 35″ nord, 3° 07′ 34″ est | 87493               | Téléverser                                  |
| (nl) Hoevetje met losse bakstenen bestanddelen                                                               |                       |                                  | Torhout           | Palingdreef 7                | 51° 04′ 35″ nord, 3° 07′ 34″ est | 87493               | Téléverser                                  |
| (nl) Samenstel van burgerhuizen                                                                              |                       |                                  | Torhout           | Papebrugstraat 3             | 51° 03′ 58″ nord, 3° 06′ 15″ est | 87494               | Téléverser                                  |
| (nl) Samenstel van burgerhuizen                                                                              |                       |                                  | Torhout           | Papebrugstraat 5             | 51° 03′ 58″ nord, 3° 06′ 15″ est | 87494               | Téléverser                                  |
| (nl) Kunstwerk zogenaamd Fantastisch Technisch Onderwijs                                                     |                       |                                  | Torhout           | Papebrugstraat               | 51° 03′ 58″ nord, 3° 06′ 13″ est | 87495               | Téléverser                                  |
| (nl) Samenstel van arbeidershuizen                                                                           |                       |                                  | Torhout           | Papebrugstraat 10            | 51° 04′ 00″ nord, 3° 06′ 17″ est | 87496               | Téléverser                                  |
| (nl) Samenstel van arbeidershuizen                                                                           |                       |                                  | Torhout           | Papebrugstraat 12            | 51° 04′ 00″ nord, 3° 06′ 17″ est | 87496               | Téléverser                                  |
| (nl) Kapel bij erftoegang van hoeve zogenaamd Papelekkehoeve                                                 |                       |                                  | Torhout           | Papeplekkedreef              | 51° 05′ 18″ nord, 3° 07′ 44″ est | 87497               | Téléverser                                  |
| (nl) Achterin gelegen hoeve zogenaamd Papelekkehoeve                                                         |                       |                                  | Torhout           | Papeplekkedreef 10           | 51° 05′ 16″ nord, 3° 07′ 39″ est | 87498               | Téléverser                                  |
| (nl) Diephuis                                                                                                |                       |                                  | Torhout           | Poperbosstraat 2             | 51° 03′ 57″ nord, 3° 06′ 26″ est | 87499               | Téléverser                                  |
| (nl) Diephuis zogenaamd VILLA CLARINETTE                                                                     |                       |                                  | Torhout           | Poperbosstraat 4             | 51° 03′ 57″ nord, 3° 06′ 26″ est | 87500               | Téléverser                                  |
| (nl) Diephuis                                                                                                |                       |                                  | Torhout           | Poperbosstraat 8             | 51° 03′ 57″ nord, 3° 06′ 27″ est | 87501               | Téléverser                                  |
| (nl) Burgerhuis zogenaamd VILLA ACHIEL                                                                       |                       |                                  | Torhout           | Poperbosstraat 14            | 51° 03′ 57″ nord, 3° 06′ 28″ est | 87502               | Téléverser                                  |
| (nl) Imposant burgerhuis                                                                                     |                       |                                  | Torhout           | Poperbosstraat 16            | 51° 03′ 58″ nord, 3° 06′ 28″ est | 87503               | Téléverser                                  |
| (nl) Gecementeerde, witgeschilderde lijstgevel                                                               |                       |                                  | Torhout           | Poperbosstraat 20            | 51° 03′ 57″ nord, 3° 06′ 29″ est | 87504               | Téléverser                                  |
| (nl) Burgerhuis uit de jaren 1920-1930                                                                       |                       |                                  | Torhout           | Prosper Moncareystraat 5     | 51° 05′ 35″ nord, 3° 03′ 57″ est | 87505               | Téléverser                                  |
| (nl) In tuin gelegen vrijstaande interbellumwoning                                                           |                       |                                  | Torhout           | Prosper Moncareystraat 22    | 51° 05′ 39″ nord, 3° 03′ 55″ est | 87506               | Téléverser                                  |
| (nl) Voormalige stoommaalderij                                                                               |                       |                                  | Torhout           | Putstraat                    | 51° 03′ 55″ nord, 3° 06′ 02″ est | 87507               | Téléverser                                  |
| (nl) Arduinen gedenkzuil                                                                                     |                       |                                  | Torhout           | Ravenhofstraat               | 51° 03′ 52″ nord, 3° 06′ 01″ est | 87508               | Téléverser                                  |
| (nl) Gedenkzuil                                                                                              |                       |                                  | Torhout           | Ravenhofstraat               | 51° 03′ 49″ nord, 3° 06′ 01″ est | 87509               | Téléverser                                  |
| (nl) Zogenaamd kasteel Ravenhof                                                                              |                       |                                  | Torhout           | Ravenhofstraat 5             | 51° 03′ 51″ nord, 3° 05′ 58″ est | 87510               | Téléverser                                  |
| (nl) Huis |                       |                                  | Torhout           | Revinzestraat 28             | 51° 04′ 00″ nord, 3° 05′ 16″ est | 87511               | Téléverser                                  |
| (nl) Kerk Sint-Henricus                                                                                      |                       |                                  | Torhout           | Rijksweg                     | 51° 01′ 37″ nord, 3° 05′ 43″ est | 87512               | Téléverser                                  |
| (nl) Bas-reliëf met afbeelding van Sint-Christoffel in perkje voor de kerk                                   |                       |                                  | Torhout           | Rijksweg                     | 51° 01′ 39″ nord, 3° 05′ 43″ est | 87513               | Téléverser                                  |
| (nl) Grot Onze-Lieve-Vrouw van Lourdes                                                                       |                       |                                  | Torhout           | Rijksweg                     | 51° 01′ 37″ nord, 3° 05′ 42″ est | 87514               | Téléverser                                  |
| (nl) Pastorie                                                                                                |                       |                                  | Torhout           | Rijksweg 38                  | 51° 01′ 38″ nord, 3° 05′ 45″ est | 87515               | Téléverser                                  |
| (nl) Samenstel van burgerhuizen                                                                              |                       |                                  | Torhout           | Rijselstraat 5               | 51° 03′ 46″ nord, 3° 06′ 10″ est | 87516               | Téléverser                                  |
| (nl) Samenstel van burgerhuizen                                                                              |                       |                                  | Torhout           | Rijselstraat 7               | 51° 03′ 46″ nord, 3° 06′ 10″ est | 87516               | Téléverser                                  |
| (nl) Site zogenaamd 't Leen van Tinnenburg                                                                   |                       |                                  | Torhout           | Rijselstraat 14              | 51° 03′ 44″ nord, 3° 06′ 12″ est | 87517               | Téléverser                                  |
| (nl) Interbellumpand                                                                                         |                       |                                  | Torhout           | Rijselstraat 29              | 51° 03′ 43″ nord, 3° 06′ 06″ est | 87518               | Téléverser                                  |
| (nl) Voormalige herberg en afspanning PEERDENPOSTERIJ - AFSPANNING BIJ JULES LAGROU-DOYEN                    | Oui                   |                                  | Torhout           | Rijselstraat 31              | 51° 03′ 42″ nord, 3° 06′ 06″ est | 87519               | Téléverser                                  |
| (nl) Voormalige herberg en afspanning PEERDENPOSTERIJ - AFSPANNING BIJ JULES LAGROU-DOYEN                    | Oui                   |                                  | Torhout           | Rijselstraat 33              | 51° 03′ 42″ nord, 3° 06′ 06″ est | 87519               | Téléverser                                  |
| (nl) Verzorgd bakstenen pand met tegelfriezen                                                                |                       |                                  | Torhout           | Rijselstraat 32              | 51° 03′ 43″ nord, 3° 06′ 10″ est | 87520               | Téléverser                                  |
| (nl) Burgerhuis met nutsgebouwen                                                                             |                       |                                  | Torhout           | Rijselstraat 45              | 51° 03′ 39″ nord, 3° 06′ 07″ est | 87521               | Téléverser                                  |
| (nl) Samenstel van arbeidershuizen                                                                           |                       |                                  | Torhout           | Rijselstraat 53              | 51° 03′ 38″ nord, 3° 06′ 07″ est | 87522               | Téléverser                                  |
| (nl) Samenstel van arbeidershuizen                                                                           |                       |                                  | Torhout           | Rijselstraat 55              | 51° 03′ 38″ nord, 3° 06′ 07″ est | 87522               | Téléverser                                  |
| (nl) Samenstel van winkelhuizen                                                                              |                       |                                  | Torhout           | Rijselstraat 63              | 51° 03′ 36″ nord, 3° 06′ 07″ est | 87523               | Téléverser                                  |
| (nl) Samenstel van winkelhuizen                                                                              |                       |                                  | Torhout           | Rijselstraat 65              | 51° 03′ 36″ nord, 3° 06′ 07″ est | 87523               | Téléverser                                  |
| (nl) Zogenaamd VILLA MARGUERITE van 1926                                                                     |                       |                                  | Torhout           | Rijselstraat 74              | 51° 03′ 37″ nord, 3° 06′ 12″ est | 87524               | Téléverser                                  |
| (nl) Burgerhuis                                                                                              |                       |                                  | Torhout           | Rijselstraat 76              | 51° 03′ 36″ nord, 3° 06′ 12″ est | 87525               | Téléverser                                  |
| (nl) Smal pand van 1922                                                                                      |                       |                                  | Torhout           | Rijselstraat 84              | 51° 03′ 35″ nord, 3° 06′ 12″ est | 87526               | Téléverser                                  |
| (nl) Samenstel van burgerhuizen                                                                              |                       |                                  | Torhout           | Rijselstraat 86              | 51° 03′ 35″ nord, 3° 06′ 12″ est | 87527               | Téléverser                                  |
| (nl) Samenstel van burgerhuizen                                                                              |                       |                                  | Torhout           | Rijselstraat 88              | 51° 03′ 35″ nord, 3° 06′ 12″ est | 87527               | Téléverser                                  |
| (nl) Vrijstaande villa                                                                                       |                       |                                  | Torhout           | Rijselstraat 91              | 51° 03′ 32″ nord, 3° 06′ 09″ est | 87528               | Téléverser                                  |
| (nl) Campus Houtland, voorheen Rijksmiddelbare School (1946)                                                 |                       |                                  | Torhout           | Rijselstraat 110             | 51° 03′ 31″ nord, 3° 06′ 16″ est | 87529               | Téléverser                                  |
| (nl) Wachthuisje bij de overweg op de in 1864-1873 aangelegde spoorlijn Oostende-Ieper-Armentières           |                       |                                  | Torhout           | Rijselstraat 155             |                                  | 87530               | Téléverser                                  |
| (nl) Herberg, zogenaamd CAF?ë BRESKENS                                                                       |                       |                                  | Torhout           | Rijselstraat 160             | 51° 03′ 12″ nord, 3° 06′ 16″ est | 87531               | Téléverser                                  |
| (nl) Huis met aansluitend lager magazijn                                                                     |                       |                                  | Torhout           | Rijselstraat 164             | 51° 03′ 09″ nord, 3° 06′ 17″ est | 87532               | Téléverser                                  |
| (nl) Huis en aanpalende suikerdrogerij (cichorei-ast)                                                        |                       |                                  | Torhout           | Rijselstraat 195             | 51° 03′ 09″ nord, 3° 06′ 15″ est | 87533               | Téléverser                                  |
| (nl) Mariakapel                                                                                              |                       |                                  | Torhout           | Roeselaarseweg               | 51° 02′ 11″ nord, 3° 06′ 31″ est | 87534               | Téléverser                                  |
| (nl) Achterin gelegen 19de-eeuwse hoeve                                                                      |                       |                                  | Torhout           | Roeselaarseweg 47            | 51° 02′ 24″ nord, 3° 06′ 22″ est | 87535               | Téléverser                                  |
| (nl) Boomkapelletje met Mariabeeldje bij erftoegang                                                          |                       |                                  | Torhout           | Rondevijverstraat            | 51° 03′ 23″ nord, 3° 08′ 10″ est | 87536               | Téléverser                                  |
| (nl) Kerk Maria Assumpta                                                                                     |                       |                                  | Torhout           | Rozeveldstraat               | 51° 05′ 01″ nord, 3° 07′ 43″ est | 87537               | Téléverser                                  |
| (nl) Bas-reliëf van Maria met kind ge´ntegreerd in muurtje                                                   |                       |                                  | Torhout           | Rozeveldstraat               | 51° 05′ 01″ nord, 3° 07′ 41″ est | 87538               | Téléverser                                  |
| (nl) Boerenarbeidershuis                                                                                     |                       |                                  | Torhout           | Rozeveldstraat 4             | 51° 05′ 02″ nord, 3° 07′ 39″ est | 87539               | Téléverser                                  |
| (nl) Arbeidershuis van 1903                                                                                  |                       |                                  | Torhout           | Rozeveldstraat 31            | 51° 05′ 06″ nord, 3° 07′ 50″ est | 87540               | Téléverser                                  |
| (nl) Achterin gelegen boerenarbeidershuis                                                                    |                       |                                  | Torhout           | Rozeveldstraat 102           | 51° 05′ 19″ nord, 3° 08′ 16″ est | 87541               | Téléverser                                  |
| (nl) Arbeidershuis                                                                                           |                       |                                  | Torhout           | Ruddervoordestraat 9         | 51° 03′ 40″ nord, 3° 06′ 33″ est | 87542               | Téléverser                                  |
| (nl) Interbellumwoning                                                                                       |                       |                                  | Torhout           | Ruddervoordestraat 15        | 51° 03′ 40″ nord, 3° 06′ 35″ est | 87543               | Téléverser                                  |
| (nl) In tuin gelegen vrijstaand volume                                                                       |                       |                                  | Torhout           | Ruddervoordestraat 37        | 51° 03′ 43″ nord, 3° 06′ 41″ est | 87544               | Téléverser                                  |
| (nl) In voortuin gelegen burgerhuis                                                                          |                       |                                  | Torhout           | Ruddervoordestraat 41        | 51° 03′ 44″ nord, 3° 06′ 42″ est | 87545               | Téléverser                                  |
| (nl) Boerenarbeidershuis                                                                                     |                       |                                  | Torhout           | Ruddervoordestraat 42        | 51° 03′ 46″ nord, 3° 06′ 38″ est | 87546               | Téléverser                                  |
| (nl) Arbeidershuis                                                                                           |                       |                                  | Torhout           | Ruddervoordestraat 69        | 51° 03′ 47″ nord, 3° 06′ 49″ est | 87547               | Téléverser                                  |
| (nl) Hoeve gebouwd in de periode 1853-1857                                                                   |                       |                                  | Torhout           | Ruddervoordestraat 134       | 51° 03′ 57″ nord, 3° 07′ 15″ est | 87548               | Téléverser                                  |
| (nl) Hoeve gebouwd in de periode 1853-1857                                                                   |                       |                                  | Torhout           | Ruddervoordestraat 136       | 51° 03′ 57″ nord, 3° 07′ 15″ est | 87548               | Téléverser                                  |
| (nl) Samenstel van diephuizen in spiegelbeeldschema                                                          |                       |                                  | Torhout           | Ruddervoordestraat 151       | 51° 03′ 52″ nord, 3° 07′ 11″ est | 87549               | Téléverser                                  |
| (nl) Samenstel van diephuizen in spiegelbeeldschema                                                          |                       |                                  | Torhout           | Ruddervoordestraat 153       | 51° 03′ 52″ nord, 3° 07′ 11″ est | 87549               | Téléverser                                  |
| (nl) Burgerhuis                                                                                              |                       |                                  | Torhout           | Ruddervoordestraat 176       | 51° 03′ 43″ nord, 3° 08′ 02″ est | 87550               | Téléverser                                  |
| (nl) Aan de straat gelegen hoeve                                                                             |                       |                                  | Torhout           | Ruddervoordestraat 193       | 51° 03′ 41″ nord, 3° 08′ 01″ est | 87551               | Téléverser                                  |
| (nl) Eengezinswoning in bungalowstijl                                                                        |                       |                                  | Torhout           | Ruitjesbosstraat 38          | 51° 04′ 47″ nord, 3° 08′ 20″ est | 87552               | Téléverser                                  |
| (nl) (Boeren)arbeidershuis                                                                                   |                       |                                  | Torhout           | Schavelarestraat 7           | 51° 03′ 12″ nord, 3° 06′ 19″ est | 87553               | Téléverser                                  |
| (nl) Samenstel van arbeidershuizen                                                                           |                       |                                  | Torhout           | Schavelarestraat 18          | 51° 03′ 18″ nord, 3° 06′ 37″ est | 87554               | Téléverser                                  |
| (nl) Samenstel van arbeidershuizen                                                                           |                       |                                  | Torhout           | Schavelarestraat 20          | 51° 03′ 18″ nord, 3° 06′ 37″ est | 87554               | Téléverser                                  |
| (nl) Beeldbepalend huis op de splitsing met de Steenstraat                                                   |                       |                                  | Torhout           | Schoolstraat 1               | 51° 05′ 28″ nord, 3° 03′ 42″ est | 87555               | Téléverser                                  |
| (nl) Voormalige school van 1867                                                                              |                       |                                  | Torhout           | Schoolstraat 14              | 51° 05′ 27″ nord, 3° 03′ 32″ est | 87556               | Téléverser                                  |
| (nl) Boerenarbeidershuisje                                                                                   |                       |                                  | Torhout           | Schrijversveld 12            | 51° 05′ 13″ nord, 3° 06′ 27″ est | 87557               | Téléverser                                  |
| (nl) Schoolgebouwen van de Sint-Rembertgroep/ Katho                                                          |                       |                                  | Torhout           | Sint-Jozefstraat 2           | 51° 04′ 07″ nord, 3° 06′ 24″ est | 87558               | Téléverser                                  |
| (nl) Schoolgebouwen van de Sint-Rembertgroep/ Katho                                                          |                       |                                  | Torhout           | Sint-Jozefstraat z.nr.       | 51° 04′ 07″ nord, 3° 06′ 24″ est | 87558               | Téléverser                                  |
| (nl) Achterin gelegen hoeve op zijstuk van de Slarinweg                                                      |                       |                                  | Torhout           | Slarinweg 5                  | 51° 03′ 15″ nord, 3° 04′ 18″ est | 87559               | Téléverser                                  |
| (nl) Kapel van 1954 aan erftoegang van hoeve                                                                 |                       |                                  | Torhout           | Slingerstraat                | 51° 02′ 09″ nord, 3° 05′ 45″ est | 87560               | Téléverser                                  |
| (nl) Achterin gelegen hoeve met kapelletje en lindeboom bij erftoegang                                       |                       |                                  | Torhout           | Slingerstraat 43             | 51° 02′ 10″ nord, 3° 05′ 46″ est | 87561               | Téléverser                                  |
| (nl) Oude spoorwegberm met bruggen                                                                           |                       |                                  | Torhout           | Smissestraat                 | 51° 05′ 23″ nord, 3° 04′ 05″ est | 87562               | Téléverser                                  |
| (nl) Woonhuis met links aansluitend bakhuis met lager ovenhuisje                                             |                       |                                  | Torhout           | Sparappelstraat 51           | 51° 05′ 54″ nord, 3° 04′ 19″ est | 87563               | Téléverser                                  |
| (nl) Zogenaamd SINT-VINCENTIUSINSTITUUT                                                                      |                       |                                  | Torhout           | Spinneschoolstraat 10        | 51° 03′ 56″ nord, 3° 06′ 12″ est | 87564               | Téléverser                                  |
| (nl) Samenstel van burgerhuizen                                                                              |                       |                                  | Torhout           | Stationsstraat 2             | 51° 03′ 54″ nord, 3° 06′ 16″ est | 87565               | Téléverser                                  |
| (nl) Samenstel van burgerhuizen                                                                              |                       |                                  | Torhout           | Stationsstraat 4             | 51° 03′ 54″ nord, 3° 06′ 16″ est | 87565               | Téléverser                                  |
| (nl) Smal handelspand                                                                                        |                       |                                  | Torhout           | Stationsstraat 6             | 51° 03′ 54″ nord, 3° 06′ 16″ est | 87566               | Téléverser                                  |
| (nl) Voormalig café AU PAVILLON                                                                              |                       |                                  | Torhout           | Stationsstraat 11            | 51° 03′ 53″ nord, 3° 06′ 16″ est | 87567               | Téléverser                                  |
| (nl) Hoek- en handelspand                                                                                    |                       |                                  | Torhout           | Stationsstraat 17            | 51° 03′ 53″ nord, 3° 06′ 17″ est | 87568               | Téléverser                                  |
| (nl) Hoek- en handelspand                                                                                    |                       |                                  | Torhout           | Stationsstraat 19            | 51° 03′ 53″ nord, 3° 06′ 17″ est | 87568               | Téléverser                                  |
| (nl) Elektriciteitscabine                                                                                    |                       |                                  | Torhout           | Steenstraat                  | 51° 05′ 44″ nord, 3° 03′ 59″ est | 87569               | Téléverser                                  |
| (nl) Burgerhuis                                                                                              |                       |                                  | Torhout           | Steenstraat 62               | 51° 05′ 36″ nord, 3° 03′ 51″ est | 87570               | Téléverser                                  |
| (nl) Boerenarbeidershuisje                                                                                   |                       |                                  | Torhout           | Steenstraat 119              | 51° 05′ 51″ nord, 3° 04′ 11″ est | 87571               | Téléverser                                  |
| (nl) Zogenaamde Pachthoeve Lagrou                                                                            | Oui                   |                                  | Torhout           | Steenveldstraat 1            | 51° 05′ 11″ nord, 3° 05′ 54″ est | 87572               | Téléverser                                  |
| (nl) Zogenaamde Sint-Jan-Berchmansschool                                                                     |                       |                                  | Torhout           | Steenveldstraat 2            | 51° 05′ 08″ nord, 3° 05′ 53″ est | 87573               | Téléverser                                  |
| (nl) Kerk Sint-Jozef Arbeider en aanpalende pastorie                                                         |                       |                                  | Torhout           | Steenveldstraat 4            | 51° 05′ 08″ nord, 3° 05′ 47″ est | 87574               | Téléverser                                  |
| (nl) Kerk Sint-Jozef Arbeider en aanpalende pastorie                                                         |                       |                                  | Torhout           | Steenveldstraat z.nr.        | 51° 05′ 08″ nord, 3° 05′ 47″ est | 87574               | Téléverser                                  |
| (nl) Witstenen beeld Sint-Jozef                                                                              |                       |                                  | Torhout           | Steenveldstraat              | 51° 05′ 08″ nord, 3° 05′ 49″ est | 87575               | Téléverser                                  |
| (nl) Achterin gelegen hoeve zogenaamd Verloren Cost                                                          |                       |                                  | Torhout           | Steenveldstraat 23           | 51° 05′ 08″ nord, 3° 05′ 11″ est | 87576               | Téléverser                                  |
| (nl) Achterin gelegen hoeve                                                                                  |                       |                                  | Torhout           | Strepestraat 19              | 51° 03′ 11″ nord, 3° 03′ 26″ est | 87577               | Téléverser                                  |
| (nl) Mariakapelletje aan erftoegang                                                                          |                       |                                  | Torhout           | Strepestraat                 | 51° 03′ 14″ nord, 3° 03′ 36″ est | 87578               | Téléverser                                  |
| (nl) 19de-eeuwse hoeve met losstaande bestanddelen                                                           |                       |                                  | Torhout           | Tegelarestraat 4             | 51° 01′ 01″ nord, 3° 04′ 59″ est | 87579               | Téléverser                                  |
| (nl) Hoeve met losstaande bestanddelen                                                                       |                       |                                  | Torhout           | Tegelarestraat 5             | 51° 01′ 03″ nord, 3° 04′ 59″ est | 87580               | Téléverser                                  |
| (nl) Interbellumwoning                                                                                       |                       |                                  | Torhout           | Tuinstraat 9                 | 51° 03′ 38″ nord, 3° 06′ 26″ est | 87581               | Téléverser                                  |
| (nl) Samenstel van arbeidershuizen                                                                           |                       |                                  | Torhout           | Vanhullestraat 10            | 51° 03′ 39″ nord, 3° 06′ 30″ est | 87582               | Téléverser                                  |
| (nl) Samenstel van arbeidershuizen                                                                           |                       |                                  | Torhout           | Vanhullestraat 12            | 51° 03′ 39″ nord, 3° 06′ 30″ est | 87582               | Téléverser                                  |
| (nl) Samenstel van arbeidershuizen                                                                           |                       |                                  | Torhout           | Vanhullestraat 14            | 51° 03′ 39″ nord, 3° 06′ 30″ est | 87582               | Téléverser                                  |
| (nl) Samenstel van arbeidershuizen                                                                           |                       |                                  | Torhout           | Vanhullestraat 16            | 51° 03′ 39″ nord, 3° 06′ 30″ est | 87582               | Téléverser                                  |
| (nl) Samenstel van arbeidershuizen                                                                           |                       |                                  | Torhout           | Vanhullestraat 18            | 51° 03′ 39″ nord, 3° 06′ 30″ est | 87582               | Téléverser                                  |
| (nl) Samenstel van arbeidershuizen                                                                           |                       |                                  | Torhout           | Vanhullestraat 2             | 51° 03′ 39″ nord, 3° 06′ 30″ est | 87582               | Téléverser                                  |
| (nl) Samenstel van arbeidershuizen                                                                           |                       |                                  | Torhout           | Vanhullestraat 20            | 51° 03′ 39″ nord, 3° 06′ 30″ est | 87582               | Téléverser                                  |
| (nl) Samenstel van arbeidershuizen                                                                           |                       |                                  | Torhout           | Vanhullestraat 22            | 51° 03′ 39″ nord, 3° 06′ 30″ est | 87582               | Téléverser                                  |
| (nl) Samenstel van arbeidershuizen                                                                           |                       |                                  | Torhout           | Vanhullestraat 24            | 51° 03′ 39″ nord, 3° 06′ 30″ est | 87582               | Téléverser                                  |
| (nl) Samenstel van arbeidershuizen                                                                           |                       |                                  | Torhout           | Vanhullestraat 26            | 51° 03′ 39″ nord, 3° 06′ 30″ est | 87582               | Téléverser                                  |
| (nl) Samenstel van arbeidershuizen                                                                           |                       |                                  | Torhout           | Vanhullestraat 28            | 51° 03′ 39″ nord, 3° 06′ 30″ est | 87582               | Téléverser                                  |
| (nl) Samenstel van arbeidershuizen                                                                           |                       |                                  | Torhout           | Vanhullestraat 30            | 51° 03′ 39″ nord, 3° 06′ 30″ est | 87582               | Téléverser                                  |
| (nl) Samenstel van arbeidershuizen                                                                           |                       |                                  | Torhout           | Vanhullestraat 32            | 51° 03′ 39″ nord, 3° 06′ 30″ est | 87582               | Téléverser                                  |
| (nl) Samenstel van arbeidershuizen                                                                           |                       |                                  | Torhout           | Vanhullestraat 4             | 51° 03′ 39″ nord, 3° 06′ 30″ est | 87582               | Téléverser                                  |
| (nl) Samenstel van arbeidershuizen                                                                           |                       |                                  | Torhout           | Vanhullestraat 6             | 51° 03′ 39″ nord, 3° 06′ 30″ est | 87582               | Téléverser                                  |
| (nl) Samenstel van arbeidershuizen                                                                           |                       |                                  | Torhout           | Vanhullestraat 8             | 51° 03′ 39″ nord, 3° 06′ 30″ est | 87582               | Téléverser                                  |
| (nl) Hoeve als site met losstaande bestanddelen                                                              |                       |                                  | Torhout           | Veldstraat 13                | 51° 04′ 16″ nord, 3° 03′ 45″ est | 87583               | Téléverser                                  |
| (nl) Pijlerkapelletje bij de erftoegang van hoeve                                                            |                       |                                  | Torhout           | Veldstraat                   | 51° 04′ 12″ nord, 3° 03′ 48″ est | 87584               | Téléverser                                  |
| (nl) Zogenaamd TUIMELAARHOF, licht achterin gelegen hoevesite                                                |                       |                                  | Torhout           | Veldstraat 32                | 51° 04′ 10″ nord, 3° 03′ 52″ est | 87585               | Téléverser                                  |
| (nl) Station van Torhout                                                                                     |                       |                                  | Torhout           | Viaductstraat 1              | 51° 03′ 57″ nord, 3° 06′ 20″ est | 87586               | Téléverser                                  |
| (nl) Kleine hoeve                                                                                            |                       |                                  | Torhout           | Voshoekstraat 1              | 51° 03′ 31″ nord, 3° 04′ 34″ est | 87587               | Téléverser                                  |
| (nl) Mariakapel geflankeerd door twee lindebomen, bij erftoegang van hoeve                                   |                       |                                  | Torhout           | Voshoekstraat                | 51° 03′ 23″ nord, 3° 04′ 11″ est | 87588               | Téléverser                                  |
| (nl) Achterin gelegen hoeve met losse bestanddelen                                                           |                       |                                  | Torhout           | Voshoekstraat 4              | 51° 03′ 20″ nord, 3° 04′ 13″ est | 87589               | Téléverser                                  |
| (nl) Zogenaamde Vredeskapel of Kapel Onze-Lieve-Vrouw van Vrede                                              |                       |                                  | Torhout           | Vredelaan                    | 51° 03′ 54″ nord, 3° 05′ 36″ est | 87590               | Téléverser                                  |
| (nl) Nieuwe begraafplaats                                                                                    |                       |                                  | Torhout           | Warandestraat                | 51° 04′ 49″ nord, 3° 05′ 31″ est | 87591               | Téléverser                                  |
| (nl) Pand uit het eerste kwart van de 20ste eeuw                                                             |                       |                                  | Torhout           | Werkenstraat 4               | 51° 03′ 58″ nord, 3° 05′ 46″ est | 87592               | Téléverser                                  |
| (nl) Breedhuis                                                                                               |                       |                                  | Torhout           | Werkenstraat 9               | 51° 03′ 59″ nord, 3° 05′ 43″ est | 87593               | Téléverser                                  |
| (nl) Arbeidershuis                                                                                           |                       |                                  | Torhout           | Werkenstraat 13              | 51° 03′ 59″ nord, 3° 05′ 42″ est | 87594               | Téléverser                                  |
| (nl) Breedhuis                                                                                               |                       |                                  | Torhout           | Werkenstraat 16              | 51° 03′ 58″ nord, 3° 05′ 42″ est | 87595               | Téléverser                                  |
| (nl) Breedhuis                                                                                               |                       |                                  | Torhout           | Werkenstraat 33              | 51° 03′ 59″ nord, 3° 05′ 39″ est | 87596               | Téléverser                                  |
| (nl) Samenstel van burgerhuizen                                                                              |                       |                                  | Torhout           | Werkenstraat 48              | 51° 03′ 57″ nord, 3° 05′ 36″ est | 87597               | Téléverser                                  |
| (nl) Samenstel van burgerhuizen                                                                              |                       |                                  | Torhout           | Werkenstraat 50              | 51° 03′ 57″ nord, 3° 05′ 36″ est | 87597               | Téléverser                                  |
| (nl) Industriële gebouwen                                                                                    |                       |                                  | Torhout           | Vredelaan 32                 | 51° 03′ 56″ nord, 3° 05′ 36″ est | 87598               | Téléverser                                  |
| (nl) Kleine hoeve                                                                                            |                       |                                  | Torhout           | Wijnendale-Stationsstraat 2  | 51° 04′ 58″ nord, 3° 03′ 56″ est | 87599               | Téléverser                                  |
| (nl) Achterin gelegen boerenarbeidershuisje                                                                  |                       |                                  | Torhout           | Wijnendale-Stationsstraat 62 | 51° 05′ 07″ nord, 3° 04′ 12″ est | 87600               | Téléverser                                  |
| (nl) Kapel toegewijd aan Onze-Lieve-Vrouw van Vlaanderen                                                     |                       |                                  | Torhout           | Wijnendalestraat             | 51° 05′ 42″ nord, 3° 04′ 16″ est | 87601               | Téléverser                                  |
| (nl) Boerenarbeidershuis                                                                                     |                       |                                  | Torhout           | Wijnendalestraat 82          | 51° 05′ 52″ nord, 3° 04′ 29″ est | 87602               | Téléverser                                  |
| (nl) Kapel toegewijd aan Onze-Lieve-Vrouw van de Rozenkrans                                                  |                       |                                  | Torhout           | Wijnendalestraat             | 51° 05′ 54″ nord, 3° 04′ 33″ est | 87603               | Téléverser                                  |
| (nl) Twee arduinen schamppalen                                                                               |                       |                                  | Torhout           | Wollesteeg                   | 51° 03′ 51″ nord, 3° 06′ 05″ est | 87604               | Téléverser                                  |
| (nl) Erfpijler                                                                                               |                       |                                  | Torhout           | Wollestraat                  | 51° 03′ 49″ nord, 3° 06′ 03″ est | 87605               | Téléverser                                  |
| (nl) Hoeve met losse bakstenen bestanddelen                                                                  |                       |                                  | Torhout           | Zandstraat 1                 | 51° 02′ 22″ nord, 3° 03′ 45″ est | 87606               | Téléverser                                  |
| (nl) Mariakapel                                                                                              |                       |                                  | Torhout           | Zeeweg                       | 51° 05′ 56″ nord, 3° 05′ 05″ est | 87607               | Téléverser                                  |
| (nl) Zogenaamd Kasteel d'Aertrycke                                                                           |                       |                                  | Torhout           | Zeeweg 38                    | 51° 05′ 38″ nord, 3° 05′ 08″ est | 87608               | Téléverser                                  |
| (nl) Zogenaamd Kasteel d'Aertrycke                                                                           |                       |                                  | Torhout           | Zeeweg 40                    | 51° 05′ 38″ nord, 3° 05′ 08″ est | 87608               | Téléverser                                  |
| (nl) Zogenaamd Kasteel d'Aertrycke                                                                           |                       |                                  | Torhout           | Zeeweg 40A                   | 51° 05′ 38″ nord, 3° 05′ 08″ est | 87608               | Téléverser                                  |
| (nl) Zogenaamd Kasteel d'Aertrycke                                                                           |                       |                                  | Torhout           | Zeeweg 40B                   | 51° 05′ 38″ nord, 3° 05′ 08″ est | 87608               | Téléverser                                  |
| (nl) Zogenaamd Kasteel d'Aertrycke                                                                           |                       |                                  | Torhout           | Zeeweg 42                    | 51° 05′ 38″ nord, 3° 05′ 08″ est | 87608               | Téléverser                                  |
| (nl) Begraafkapel van de familie de Maere d'Aertrycke                                                        |                       |                                  | Torhout           | Zeeweg                       | 51° 05′ 57″ nord, 3° 04′ 59″ est | 87609               | Téléverser                                  |
| (nl) Woonhuis                                                                                                |                       |                                  | Torhout           | Zeeweg 48                    | 51° 05′ 51″ nord, 3° 05′ 06″ est | 87610               | Téléverser                                  |
| (nl) 19de-eeuws burgerhuis                                                                                   |                       |                                  | Torhout           | Zuidstraat 10                | 51° 03′ 51″ nord, 3° 06′ 08″ est | 87611               | Téléverser                                  |
| (nl) Eénlaags breedhuis, vandaag café                                                                        |                       |                                  | Torhout           | Zuidstraat 12                | 51° 03′ 50″ nord, 3° 06′ 09″ est | 87612               | Téléverser                                  |
| (nl) Burgerhuis                                                                                              |                       |                                  | Torhout           | Zuidstraat 20                | 51° 03′ 50″ nord, 3° 06′ 10″ est | 87613               | Téléverser                                  |
| (nl) Winkelpand                                                                                              |                       |                                  | Torhout           | Zuidstraat 23                | 51° 03′ 49″ nord, 3° 06′ 07″ est | 87614               | Téléverser                                  |
| (nl) Winkelpand van 1920                                                                                     |                       |                                  | Torhout           | Zuidstraat 27                | 51° 03′ 49″ nord, 3° 06′ 08″ est | 87615               | Téléverser                                  |
| (nl) Samenstel van kleine breedhuizen                                                                        |                       |                                  | Torhout           | Zuidstraat 32                | 51° 03′ 48″ nord, 3° 06′ 12″ est | 87616               | Téléverser                                  |
| (nl) Samenstel van kleine breedhuizen                                                                        |                       |                                  | Torhout           | Zuidstraat 36                | 51° 03′ 48″ nord, 3° 06′ 12″ est | 87616               | Téléverser                                  |
| (nl) In kern 19de-eeuws pand                                                                                 |                       |                                  | Torhout           | Zuidstraat 37                | 51° 03′ 48″ nord, 3° 06′ 09″ est | 87617               | Téléverser                                  |
| (nl) Pand van anderhalve bouwlaag                                                                            |                       |                                  | Torhout           | Zuidstraat 47                | 51° 03′ 46″ nord, 3° 06′ 13″ est | 87618               | Téléverser                                  |
| (nl) Sint-Pietersbandenkerk                                                                                  | Oui                   |                                  | Torhout           | Zwanestraat                  | 51° 03′ 56″ nord, 3° 06′ 05″ est | 87619               | Téléverser                                  |
| (nl) In kern 19de-eeuws burgerhuis                                                                           |                       |                                  | Torhout           | Zwanestraat 2                | 51° 03′ 54″ nord, 3° 06′ 04″ est | 87620               | Téléverser                                  |
| (nl) 19de-eeuws hoekwinkelpand                                                                               |                       |                                  | Torhout           | Zwanestraat 10               | 51° 03′ 55″ nord, 3° 06′ 03″ est | 87621               | Téléverser                                  |
| (nl) Boerenarbeidershuis                                                                                     |                       |                                  | Torhout           | Zwevezelestraat 67           | 51° 03′ 22″ nord, 3° 06′ 56″ est | 87622               | Téléverser                                  |
| (nl) Breedhuis                                                                                               |                       |                                  | Torhout           | Zuidstraat 29                | 51° 03′ 48″ nord, 3° 06′ 08″ est | 87623               | Téléverser                                  |